# Histoire de l'Argentine

Argentine

Carte de l'Amérique méridionale dressée en 1840 par le géographe français Antoine Houzé ; le nom Argentine n'existait pas encore et le pays se dénommait Río de la Plata.

L’histoire de l’Argentine est celle des événements survenus sur l’actuel territoire de la République argentine depuis les premiers peuplements humains jusqu’à nos jours.
Elle débute par les vestiges les plus anciens de l’Homo sapiens sur le sol argentin, c’est-à-dire ceux qui ont été découverts dans l’extrême sud de la Patagonie et qui remontent à une période aux environs de 13000 av. J.-C. Les premières civilisations agro-céramiques se sont implantées à partir du XVIIIe siècle av. J.-C. dans la zone andine du Nord-Est du pays.
L’histoire écrite de ce qui est aujourd’hui l’Argentine commence avec les observations du chroniqueur allemand Ulrich Schmidl consignées lors de l’expédition menée en 1516 par Juan Díaz de Solís dans le Río de la Plata. Cette expédition préfigure la conquête espagnole d’une partie de cette région qui sera accomplie dans les décennies suivantes.
En 1776, la couronne espagnole créa, par scission d’avec la vice-royauté du Pérou, la nouvelle vice-royauté du Río de la Plata, entité administrative regroupant divers territoires et au départ de laquelle va se dérouler, avec la révolution de Mai 1810, un processus graduel de formation de plusieurs États indépendants, dont entre autres les Provinces-Unies du Río de la Plata, conglomérat de provinces plus ou moins autonomes les unes vis-à-vis des autres.
La souveraineté de l’Argentine fut formalisée par la déclaration d’indépendance du 9 juillet 1816 à Tucumán, puis avec la défaite militaire des troupes de l’Empire espagnol en 1824, dans l’actuel département péruvien d’Ayacucho.
En 1833, l’Empire britannique prit possession des îles Malouines, alors une comandancia militaire ressortissant aux Provinces-Unies, et dont l’Argentine n’a cessé depuis lors de réclamer la restitution.
À l’issue d’une longue période de guerres intestines se mit en place entre 1853 et 1860, sur la base de la constitution adoptée en 1853, une république fédérale sous la dénomination de République argentine.
Par une série de campagnes militaires menées contre les peuples mapuche, tehuelche, ranquel, wichi et qom, et désignées par conquête du Chaco et conquête du Désert, la République argentine s’empara respectivement des plaines du Gran Chaco au nord et de la Pampa et de la Patagonie orientale au sud, donnant corps ainsi à son territoire actuel qui, pour la superficie, occupe le huitième rang mondial.
La période entre 1862 et 1930, remarquable de stabilité constitutionnelle, vit la population du pays, à la faveur d’une vaste vague migratoire en provenance principalement d’Italie et d’Espagne, augmenter cinq fois plus vite que dans l’ensemble du monde. L’instauration en 1912 du suffrage universel (masculin), complété en 1951 par le droit de vote des femmes, permit l’avènement d’une série de gouvernements dûment élus par le vote populaire, mais qui à partir de 1930 alterneront au pouvoir avec des dictatures militaires et des gouvernements frauduleux. La dernière en date de ces dictatures s’effondra en 1982 en conséquence de la défaite argentine dans la guerre des Malouines contre la Grande-Bretagne, et ses protagonistes furent traduits en justice pour crimes contre l’humanité. En 1983 s’est engagée une longue période de démocratie, qui se poursuit jusqu’à aujourd’hui.
La population du pays est estimée à 47 millions d’habitants en 2024 (hors diasporas ou émigrations), contre 40 en 2010, 20 en 1960, 4 en 1895, 2 en 1870, 1 en 1840, à 0,5 vers 1800.

## Préhistoire et premières populations humaines

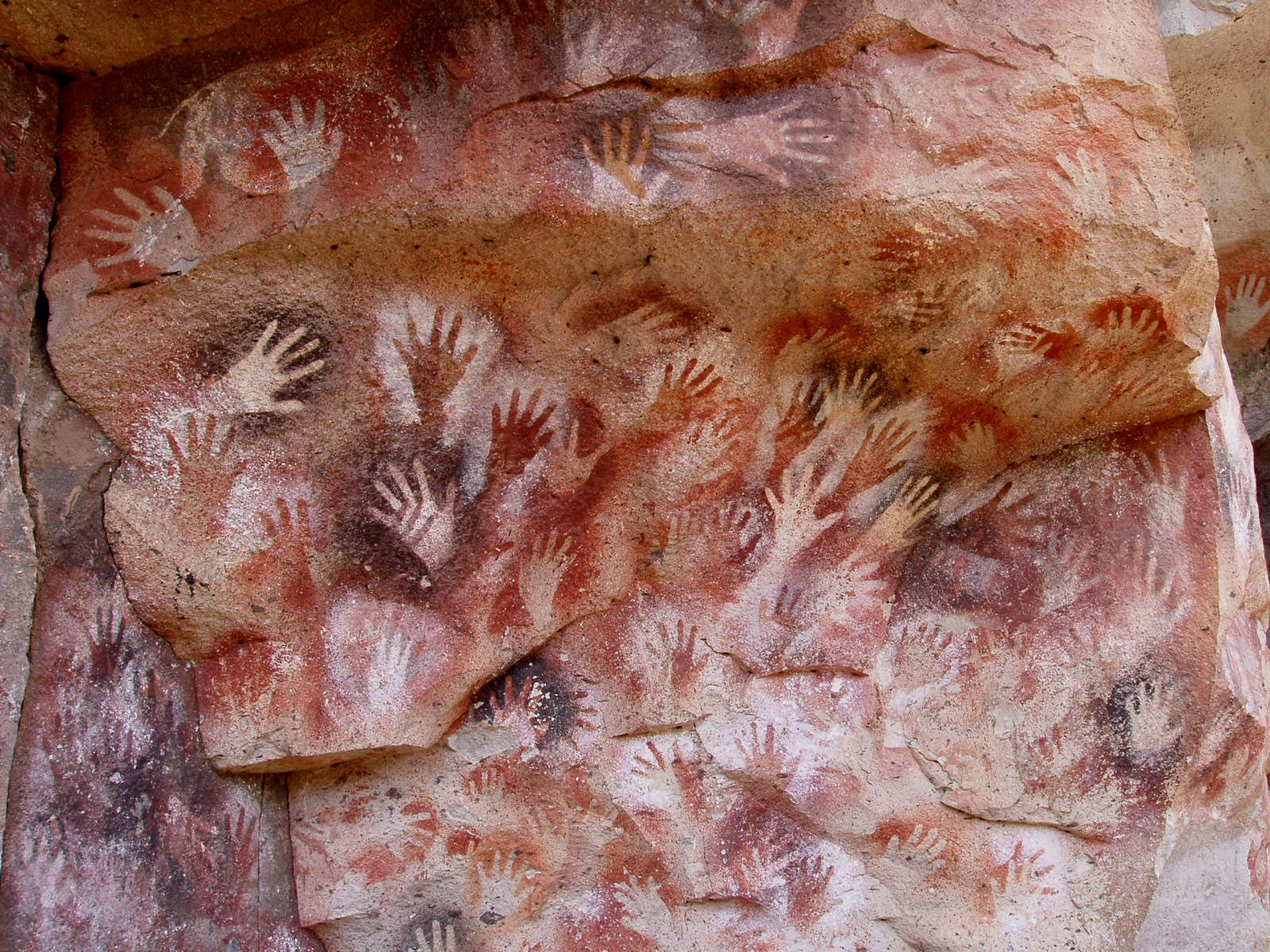
Photo prise dans la Cueva de las Manos ou grotte des mains, Río Pinturas, Santa Cruz, Argentine, 7300 av. J.-C.

Une hypothèse voudrait que les premiers êtres humains à pénétrer en Argentine y soient parvenus par l'extrême sud de la Patagonie chilienne. Les témoignages les plus anciens sont rassemblés au musée lapidaire de la province de Santa Cruz et remontent au XIe millénaire av. J.-C.
D'autres établissements ont été relevés à Los Toldos, également en province de Santa Cruz, avec des vestiges datant du Xe millénaire av. J.-C.
Ces premiers habitants chassent les milodons (animaux semblables à de grands paresseux, mais avec une tête ressemblant à celle d'un camélidé, aujourd'hui disparus) et les hippidions (poneys-chevaux nains sud-américains disparus eux aussi, il y a environ 10 000 ans), en plus des camélidés (guanacos, lamas) et des nandous (oiseaux proches de l'autruche).
Près de là, il est possible de voir les peintures de mains et de guanacos dessinés vers 13 000 ans, pour le groupe « stylistique A », le niveau culturel le plus ancien, puis vers 7 300 av. J.-C. pour le second niveau culturel, groupe « stylistique B », sur les parois de la Cueva de las Manos (Río Pinturas, Santa Cruz, déclarés patrimoine culturel de l'Humanité par l’UNESCO). D'autres sites de pétroglyphes et peintures rupestres existent, dont Yavi (province de Jujuy).
Les résultats d'une étude de paléogénétique publiée en 2021 suggèrent que les premiers colons de la Pampa faisaient partie d'une dispersion unique et rapide il y a 15 600 ans, tandis que le nord-ouest argentin a reçu ses premiers habitants vers le début du VIIe millénaire av. J.-C.[réf. nécessaire].

## Avant 1500: civilisations et cultures indigènes, ditesprécolombiennes

Grandes zones agricoles indigènes

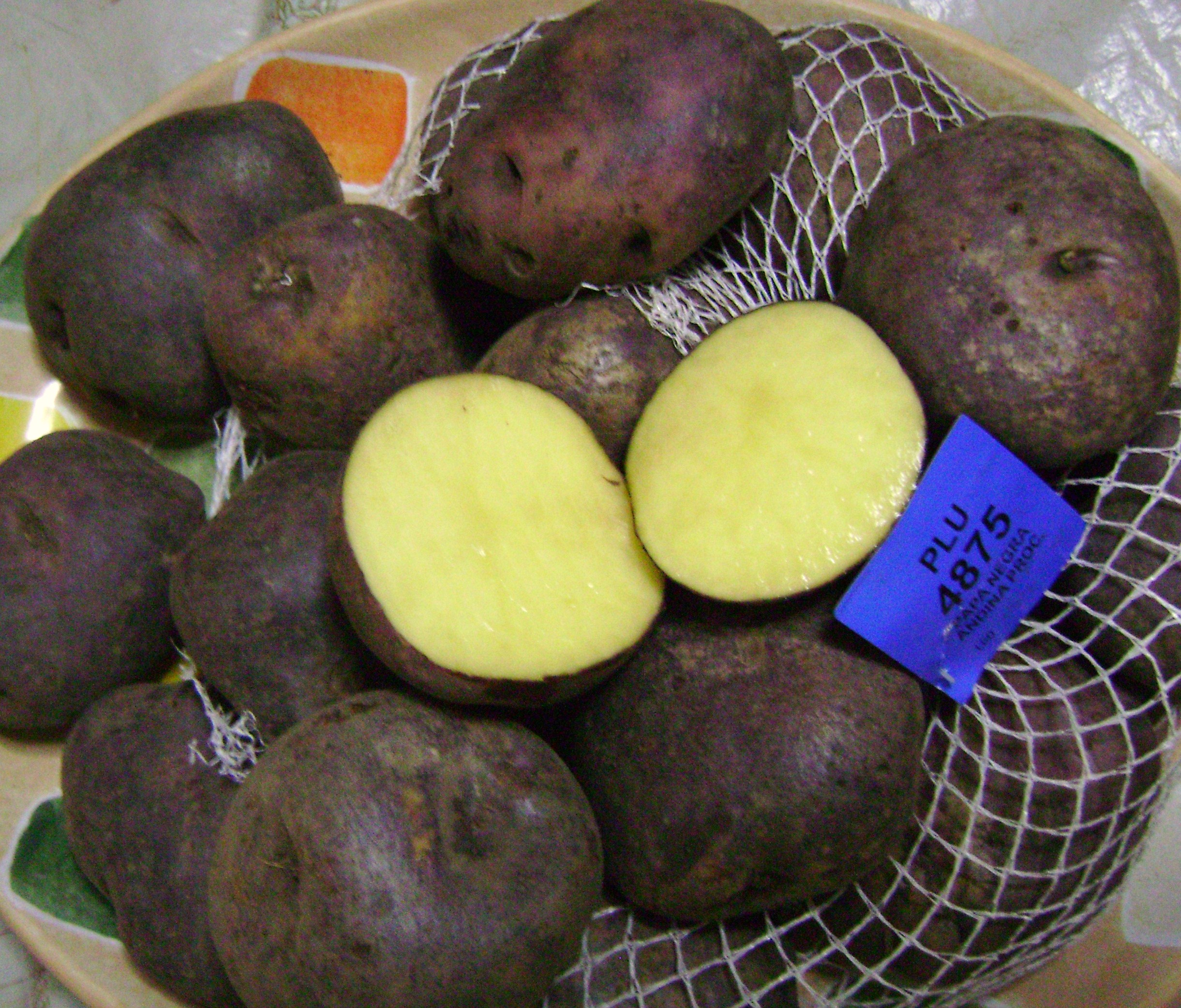
La papa ou pomme de terre, inventée par les cultures sud-américaines

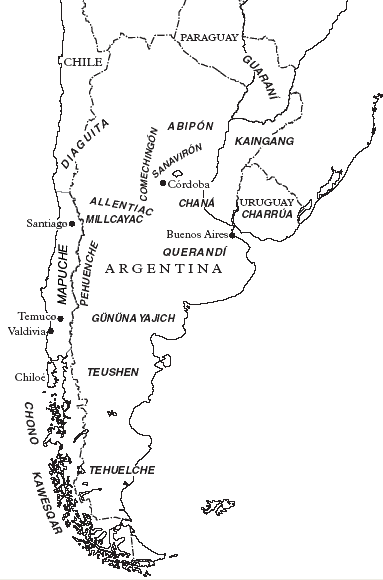
Langues du cône sud

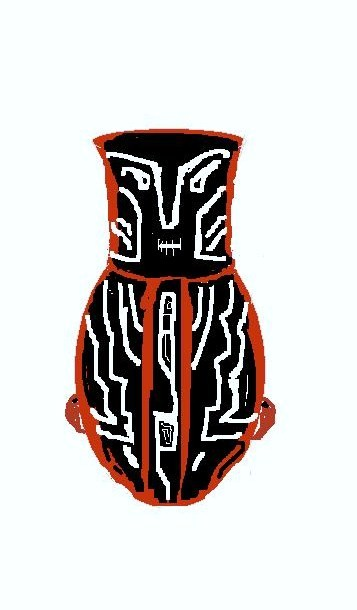
Urne funéraire santamarienne (56 cm x 32 cm.)

Les peuples aborigènes argentins se sont divisés en deux grands groupes, d’une part les chasseurs-cueilleurs nomades qui habitaient la Patagonie, la Pampa et le Chaco, et d’autre part les agriculteurs sédentaires, installés dans le nord-ouest, le Cuyo, les Sierras de Córdoba et plus tardivement, en Mésopotamie.

### Cultures andines de l'Ouest et du Nord-Ouest

#### Culture d'Ansilta
Une des premières cultures à avoir développé une forme d’agriculture primitive sur le territoire argentin actuel est la Culture d'Ansilta (es), située aux abords de Mendoza, San Juan et San Luis.
Mal connue, cette surprenante culture va de 1 800 av. J.-C. jusqu'à 500 apr. J.-C., soit plus de 2 000 ans, ce qui est un cas unique de continuité. Sans doute s’agit-il des prédécesseurs des ethnies Huarpes.

#### Culture Condorhuasi
Cette culture apparut en -200 dans la province de Catamarca.
Pour ces éleveurs de lamas et pasteurs, l’agriculture était un complément. Dans leur religion cruelle et violente, les chamans utilisaient des hallucinogènes, tels que le Anadenanthera colubrina (aussi appelé cebil), et accomplissaient des sacrifices humains. Grands forgerons, ils furent les premiers à utiliser des alliages métalliques. Leurs sculptures anthropomorphes font l’objet d'études approfondies : les suplicantes (les suppliants) sont de belles sculptures abstraites en pierre, représentant des êtres humains en position de supplication, appelant sans doute la pluie et la fertilité. Cette culture disparut entre le IIIe siècle et la fin du Ve siècle.

#### Culture Tafí  (de -300 à 600)
Presque contemporaine de la culture de la Ciénaga (de -200 à +800), la culture tafí (es), elle apparut dans la vallée de Tafí, sur l'actuel territoire de Tucumán. Ces agriculteurs cultivaient notamment le maïs, sur des terrasses.
Ils savaient aussi domestiquer le lama.

#### Culture de la Ciénaga (1c-700)
Au Ier siècle faisait son apparition sur le sol argentin la première société totalement agricole, la culture de la Ciénaga (es), également dans la région de Catamarca. Il s'y développa des plantations de maïs et des systèmes d'irrigation avec canaux. On y élevait aussi des lamas, qu'on utilisait en caravanes pour réaliser des échanges entre différentes localités. On construisait de petites localités de trente habitations au plus. Ce sont des précurseurs directs de la culture de la Aguada.

#### Culture de la Aguada (500-900)
Entre les IVe siècle et Xe siècle, la culture de la Aguada (es) se développa sur le territoire des provinces de Catamarca et La Rioja. C'est la plus andine des cultures du nord-ouest argentin, fortement liée à la culture de Tiwanaku. La Aguada se caractérise par un fort développement artistique autour de la représentation du jaguar. Sans doute à ce moment se constitua une nouvelle forme politique dans les cultures du nord-ouest : celle des Seigneuries, au pouvoir d'un seigneur, qui dominait une certaine région et avait la main sur les excédents de production agricole. Parmi les représentations artistiques, on remarque celle du sacrificateur.
L'économie de cette culture se basait sur une agriculture en terrasses irriguées par des systèmes hydrauliques complexes. On produisait du maïs, des haricots, des potirons et des arachides. On faisait le commerce de ces productions avec des endroits très éloignés comme San Pedro de Atacama ou la vallée de Copiapó au Chili, de l'autre côté des Andes, en utilisant les lamas. La métallurgie est très avancée, et on découvre le bronze, bien avant l'arrivée des Espagnols.
Vers 900, La Aguada disparu. Son héritage se retrouve dans la culture Belén et la culture de Santa María.

#### Culture de Santa María (850/1200-1470)
Grâce à ses cultures en terrasses et systèmes d'irrigation très complexes, la culture de Santa María réussit à avoir une forte population et à accumuler des excédents, qui étaient emmagasinés dans des silos souterrains. On cultivait le maïs, la pomme de terre (appelée papa), le haricot, le quinoa, le piment et les courges. On cueillait intensivement les fruits du caroubier créole ou algarroba et du chañar. Ces grands experts en élevage utilisent le fourrage.
Ils pratiquaient le commerce à grande distance, avec des caravanes de lamas. Ils développèrent la métallurgie du cuivre, de l'argent et de l'or, et fabriquaient des articles en bronze d'excellente qualité.
La culture de Santa María se caractérise par une grande complexité sociopolitique, avec au sommet de la hiérarchie un seigneur dont les pouvoirs étaient héréditaires, des guerriers et des chamans. Cette culture correspond en grande partie à l'ethnie Paziocas, connue sous sa dénomination quechua de Diaguitas.

#### Culture de Sanagasta (1000-1500)
- Culture de Sanagasta (es)

#### Culture de Belén (1100-1535)
- Culture de Belén (es)

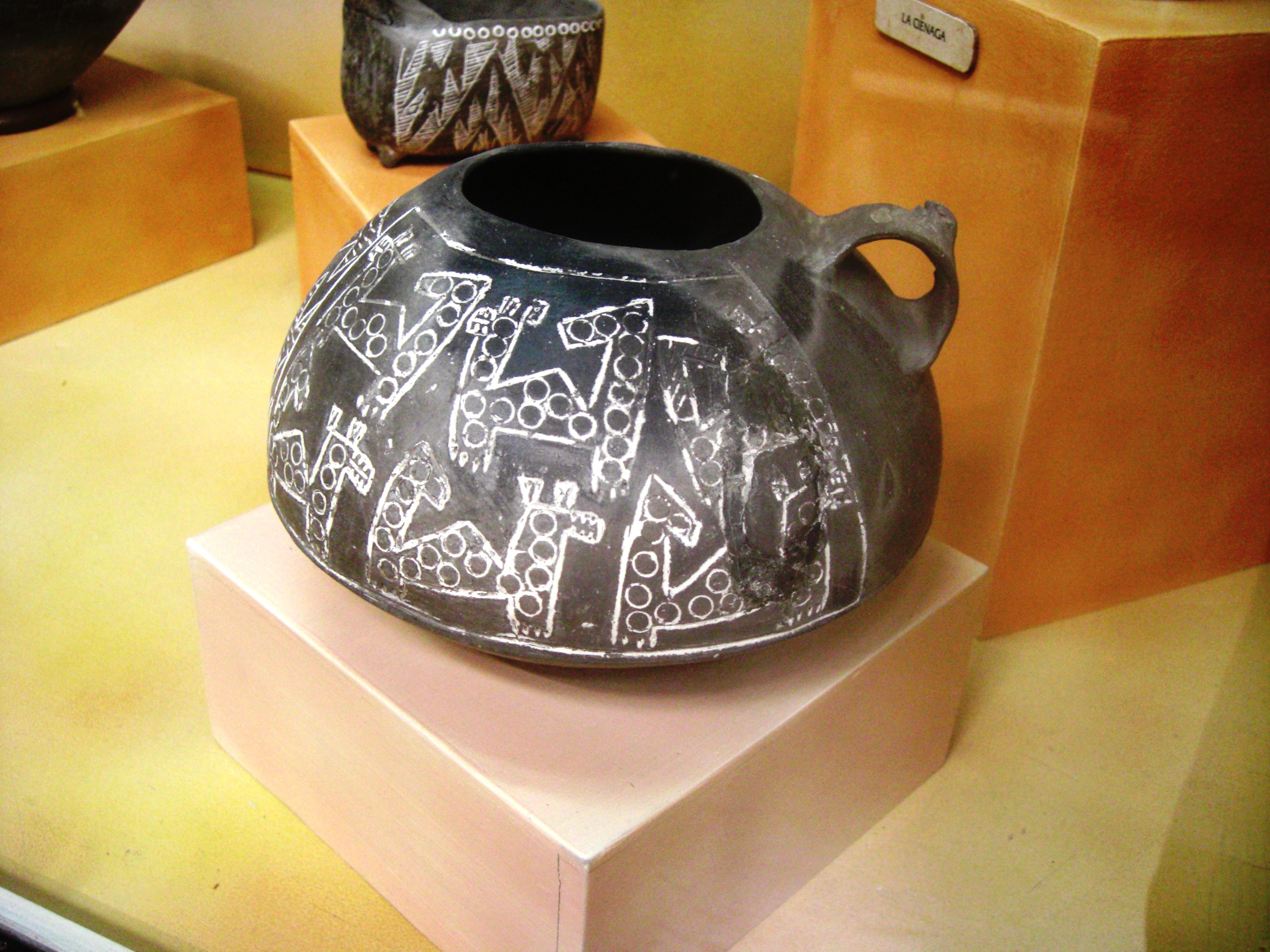
Ciénaga
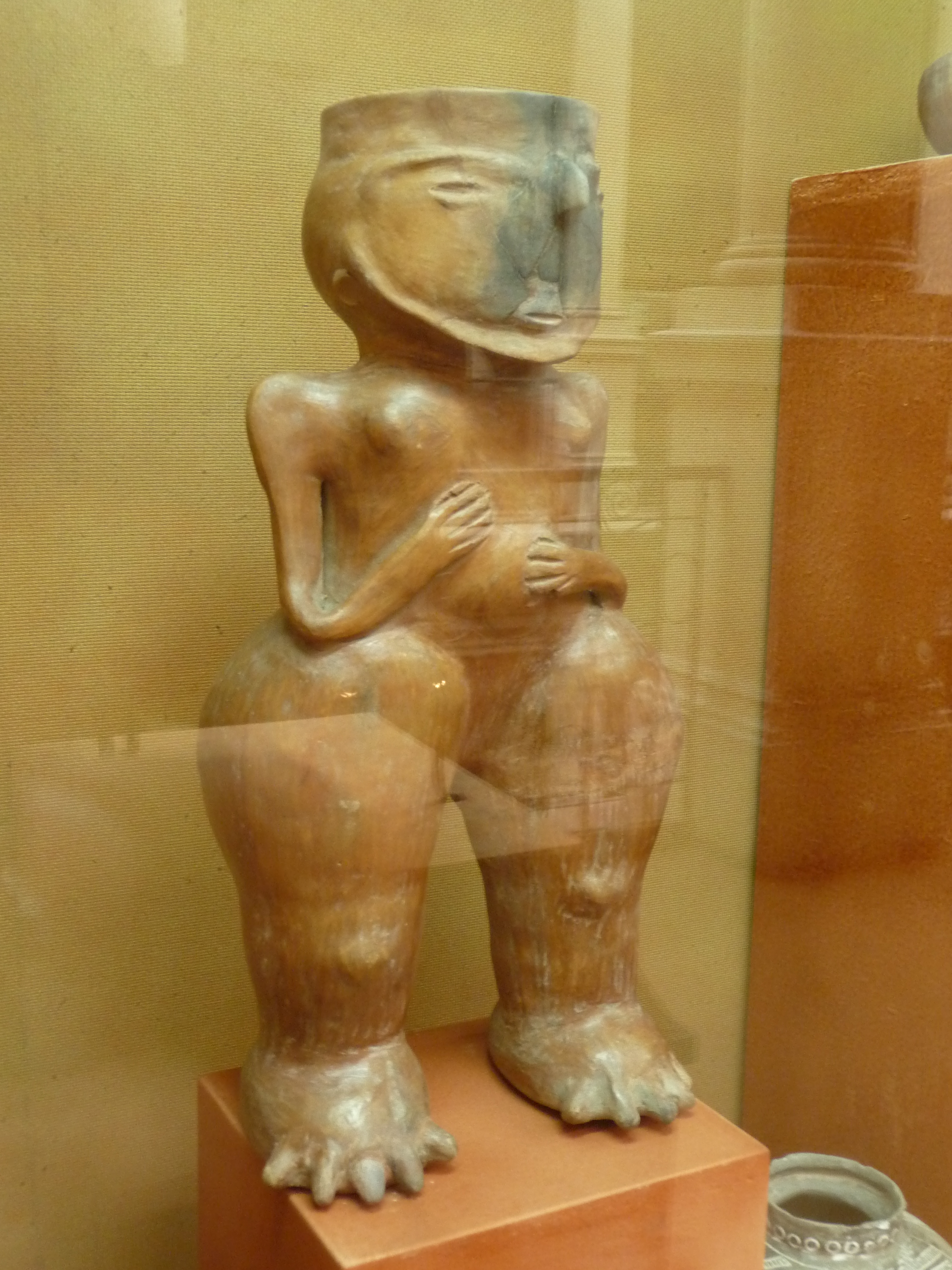
Ciénaga
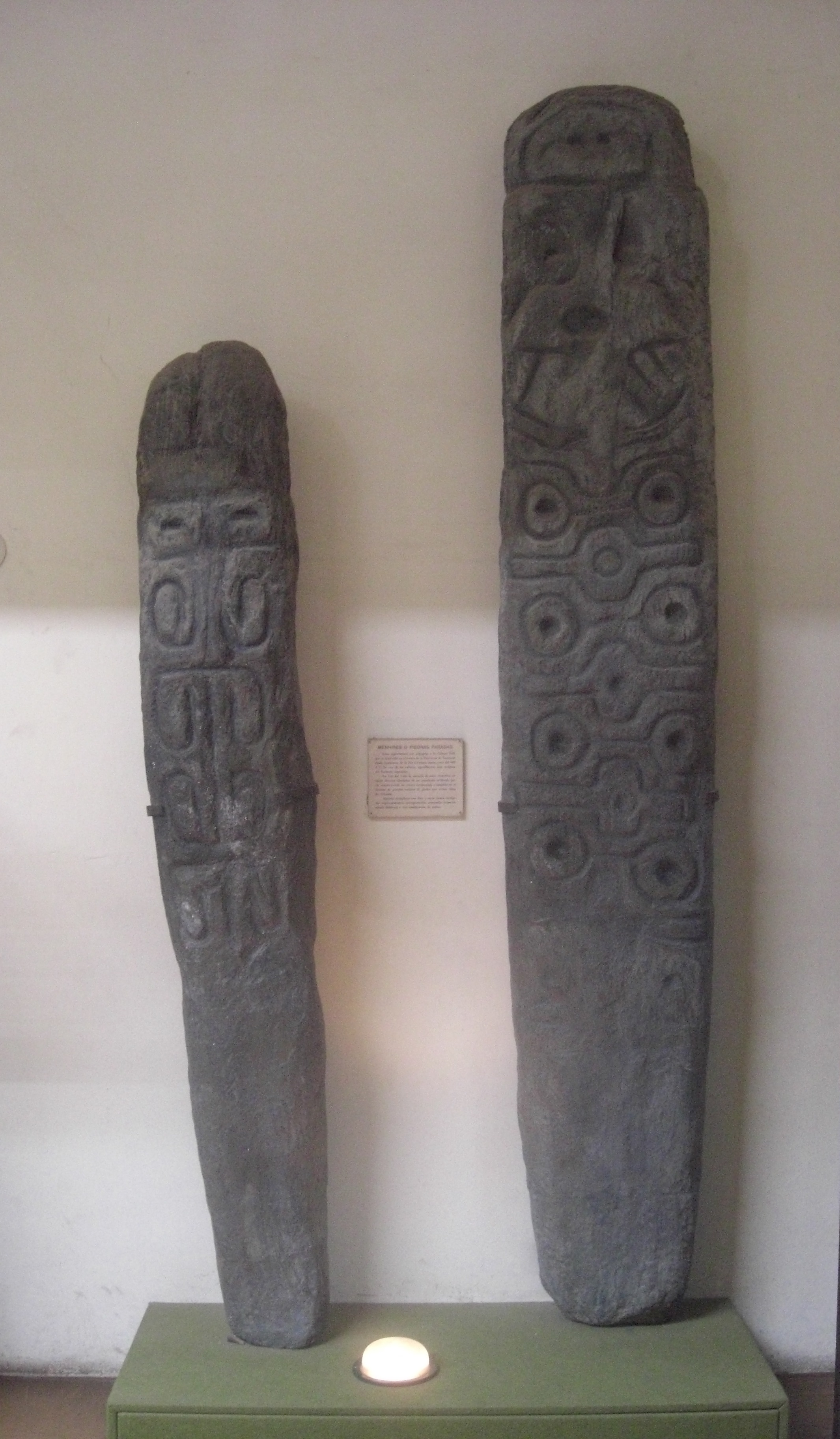
Tafi
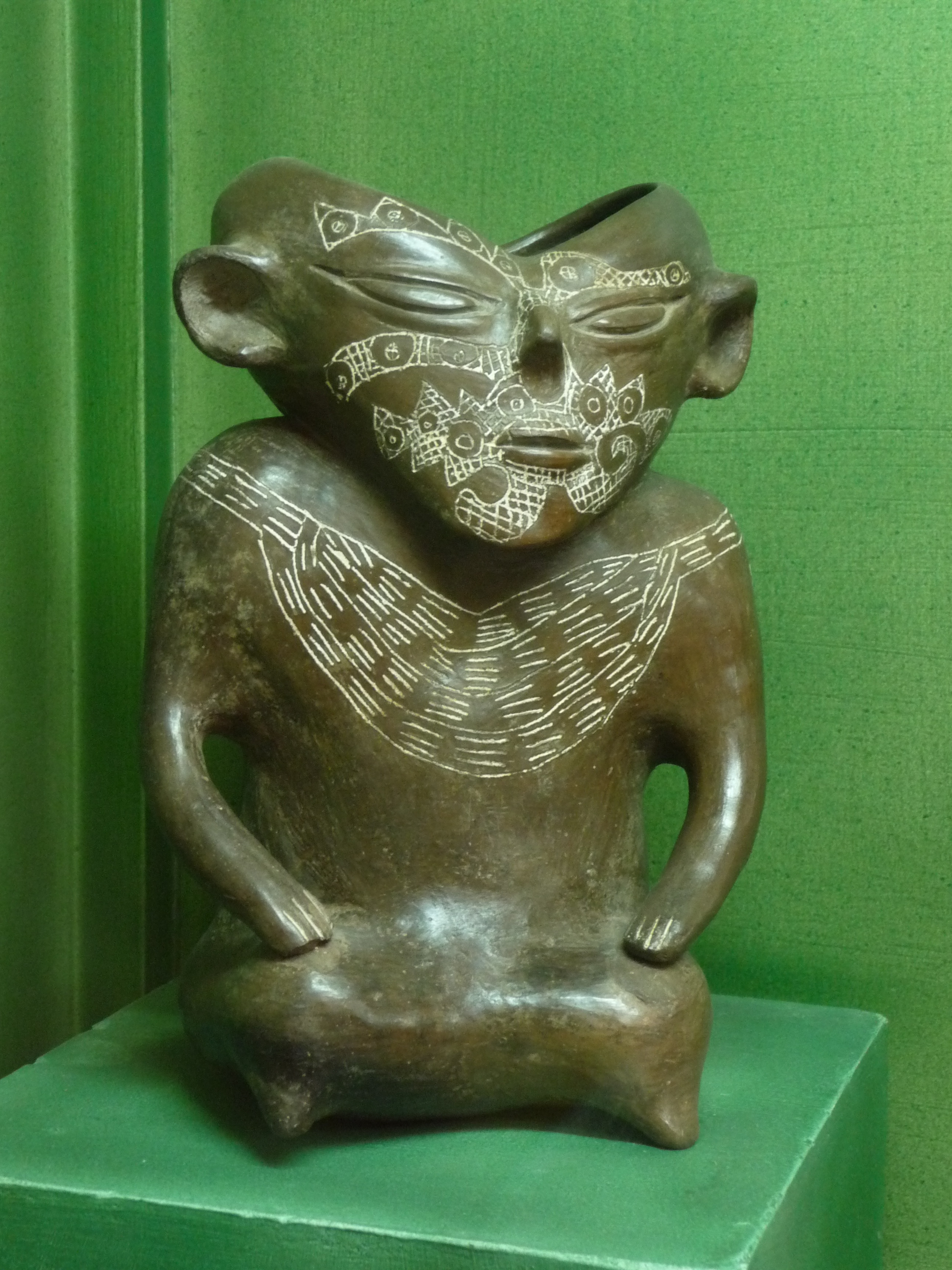
La Aguada
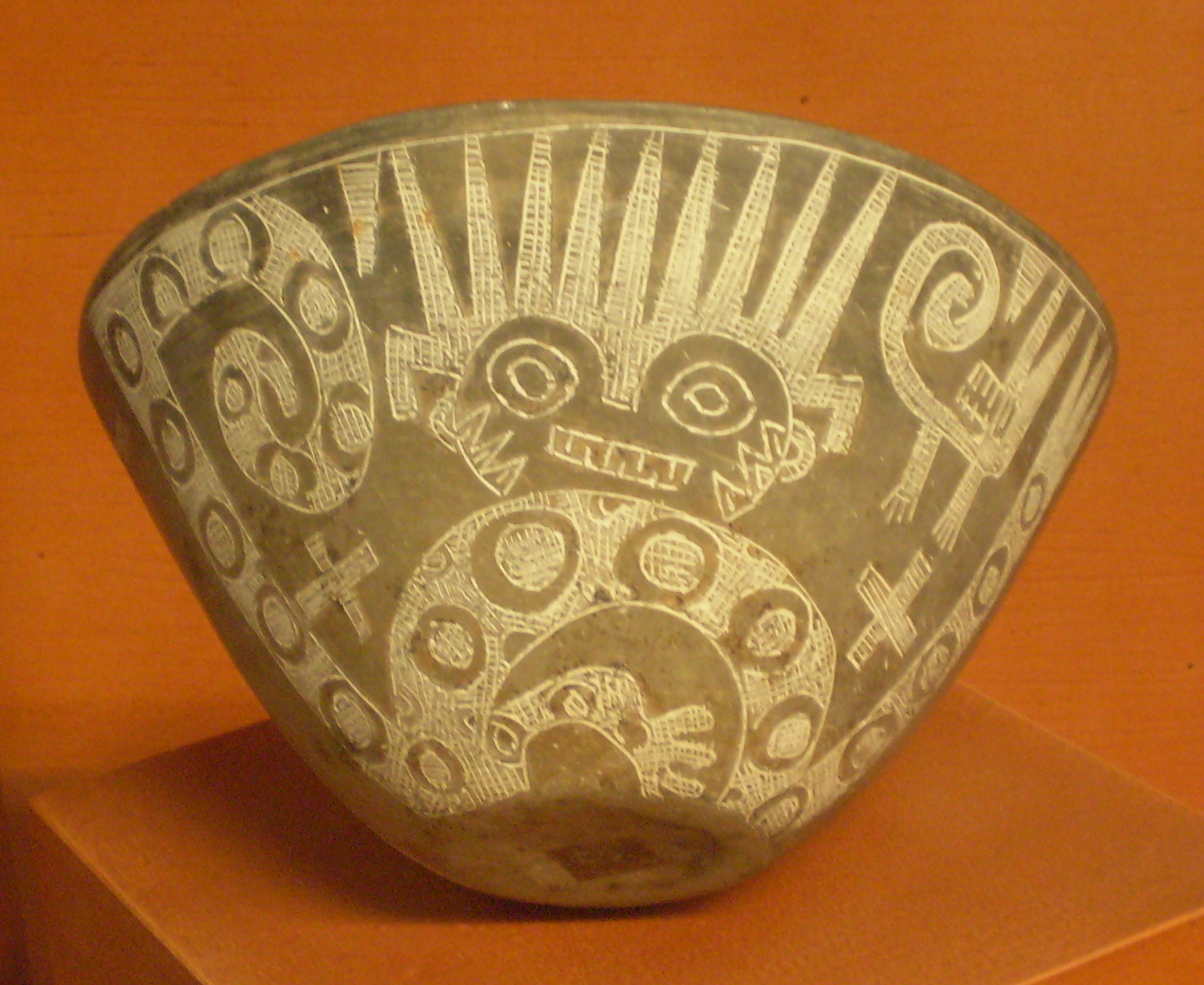
La Aguada

#### Empire inca (1430-1530)
Un siècle avant l'arrivée des Espagnols, la formation du Tucumán, au nord-ouest argentin, comprenait une grande variété de peuples sédentaires avec leurs caractéristiques propres, et parmi eux, les Paziocas, les Alpatamas, les Omaguacas et les Huarpes.
Au XVe siècle ce territoire fut envahi et annexé par les Quechuas à la zone méridionale du Kollasuyu (ou Collasuyu ou Qullasuyu). Étant donné l'éloignement de ces régions par rapport à Cuzco, l'ensemble formait un territoire spécial du Tahuantinsuyu, connu sous le nom de « Le Tucumán » et le « Kiri-Kiri ») et intégré dans l'Empire inca.

#### Cultures andines indépendantes (1400-1520)
Hors du Tahuantinsuyu ou Tawantinsuyu, se maintiennent quelques populations sédentaires indépendantes, par exemple les Lule-Toconoté (en guerre contre les Quechuas, et appelés péjorativement par ceux-ci « surís » ou « nandous »), les Sanavirón dans la zone des provinces de Tucumán, ouest de Santiago del Estero et nord de Córdoba, ainsi que les Comechingons dans les sierras de Córdoba et de San Luis.

### Cultures de la Mésopotamie

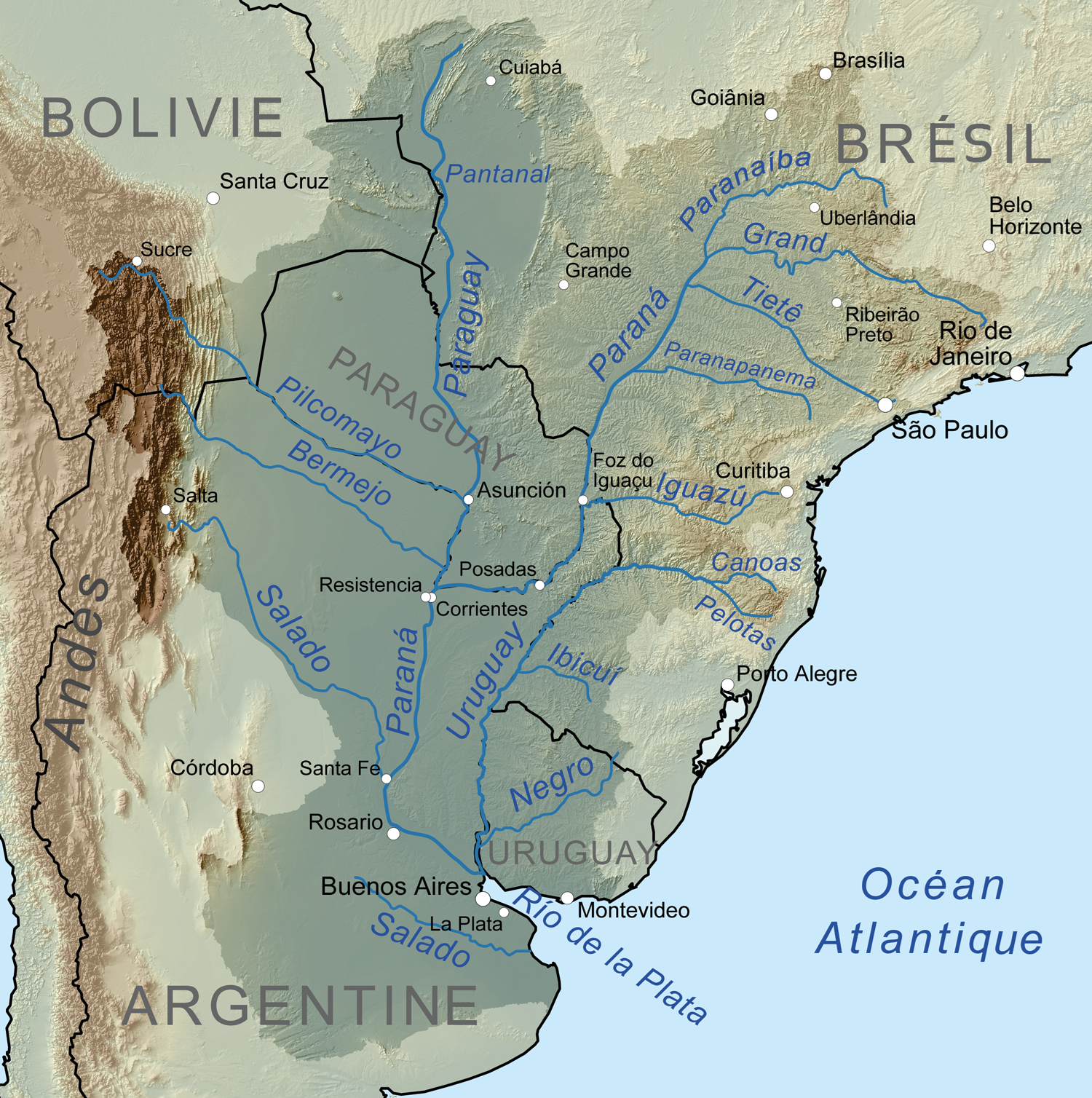
Mésopotamie argentine.

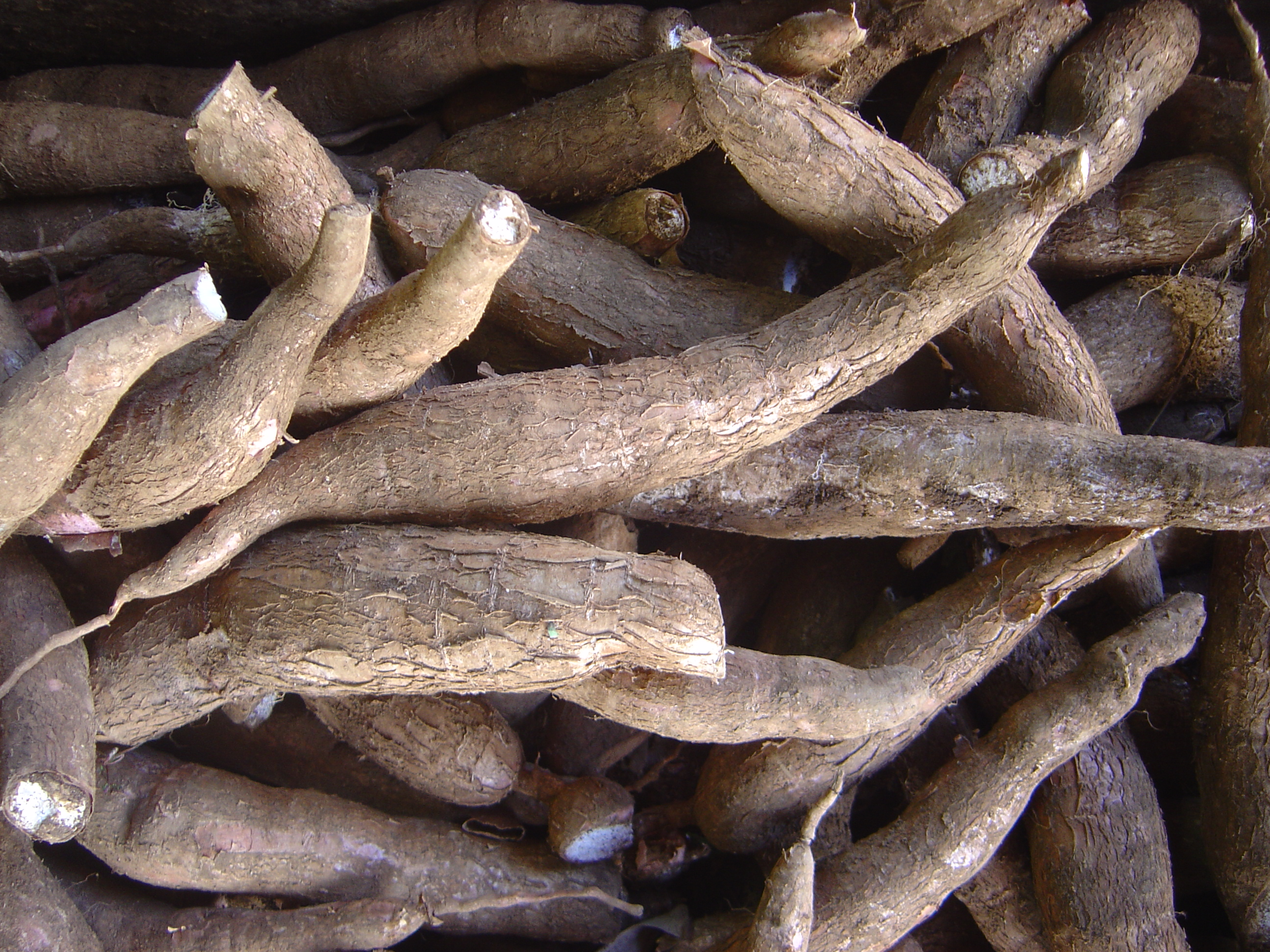
Les Guaranís cultivaient le yuca, ou manioc, entre autres plantes.

Le terme de Mésopotamie argentine désigne l'ensemble des territoires entre deux fleuves, le rio Paraná et le río Uruguay.
Les Avás (mieux connus comme « Guaranís »), en provenance d'Amazonie, s'établirent en territoire argentin entre la fin du XVe siècle et le début du XVIe siècle, avançant depuis le nord-est principalement par les cours d'eau.
Ils se subdivisent en divers groupes en fonction de l'endroit où ils s'implantèrent. On distingue les Guaranís des îles (dans les îles du delta du Paraná), ceux du Carcarañá, de Santa Ana (nord de la province de Corrientes, les Cáingangs ou Cainguás (en Mésopotamie) et les Chiriguanos (au Chaco). Ils faisaient partie du groupe culturel dit des Tupí-guaraní.
Ils vivaient dans des villages (tekuas) qui constituaient de vraies unités tribales économiquement indépendantes. Chaque village guaraní était dirigé par un chef politique, le Mburuvichá, et un chef religieux le Payé. L'organisation sociale était chapeautée par un cacique (Tuvichá) héréditaire.
Ces très bons chasseurs en forêt, cueilleurs, pêcheurs et aussi agriculteurs, se déplaçaient sur l’eau en canoës. Ils cultivaient le manioc (mandi'ó), la pomme de terre (jetý), le potiron (andai), les courges (kurapepê), le maïs (avatí), les haricots (kumandá), le coton (mandyju) et la yerba mate (ka'á).
Les Guaranis firent irruption avec une grande brutalité dans le bassin du río de la Plata, créant une situation de guerre permanente avec les peuples aborigènes non-Guaranís habitant la région. Ils pratiquaient le cannibalisme des guerriers prisonniers. Leur stratégie guerrière s’appuyait sur un système d'attaques massives. Peu avant l'attaque, ils faisaient tomber sur leurs adversaires une pluie de flèches et de pierres.
Ensuite venait l’affrontement direct avec des lances, des macanas et des gourdins (garrotes).

### Cultures du Gran Chaco

Grand Chaco argentin

Dans la partie nord du Gran Chaco on distingue cinq cultures ou familles linguistiques, les cultures « Guaycurú », « Mataco-macá », « Tupí-guaraní », « Arawak » et « Lule-vilela ».
À la culture Guaycurú appartiennent les Tobas ou Qom'lek, les Pilagás, les Mocovís et les Abipones. Très habiles guerriers, occupant l'Est et le Sud du Chaco, ils avaient adopté le cheval, après l’arrivée des Espagnols, et résistèrent à la colonisation. Les Espagnols les appelaient frentones (surtout les Qom'lek), parce qu'ils s'épilaient le front.
La culture Mataco-Macá comprend les Wichís (Matacos), les Nivaklé (Chulupís) et les Chorotes (es) (yofuasha), qui occupaient la zone ouest du Chaco.
Les Chiriguanos, appartenant à la culture Tupí-guaraní, s'installèrent dans l'ouest de la région. Dans la même zone, se retrouvent les Chanés de la culture Arawak.
Enfin, au nord-ouest du Chaco se trouvaient les Vilelas (culture Lule-Vilela), disparus depuis lors.

Chorotes
Drapeau du peuple Lule
Drapeau du peuple Wichi
Drapeau du peuple Mocoví

### Cultures de la pampa et de la Patagonie
En région pampéenne et patagonique, on distingue les Hets (« anciens pampas » ou « querandís »), les Tehuelches (Tsonek) et les Mapuches.
Les Mapuches, parlant le mapudungun, occupaient le Nord de la Patagonie jusqu'à la fin du XIXe siècle.
Les études anthropologiques des groupes de chasseurs et de cueilleurs, considérés traditionnellement comme plus simples que les peuples agriculteurs, mettent en évidence la complexité atteinte par ces cultures d'un haut degré de symbolisme, comme les Selknams, les Mánekenks (Haush), les Yagans, les Kawésqar (Alakaluf), de la Terre de Feu et du détroit de Magellan.

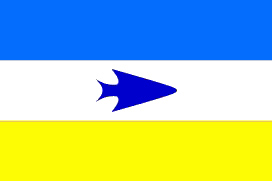
Drapeau Mapuche-Tehuelche d'Argentine
Drapeau Selknam
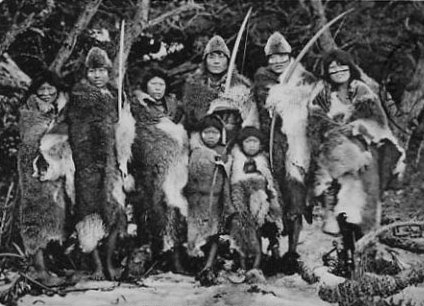
Famille Ona/Selknam
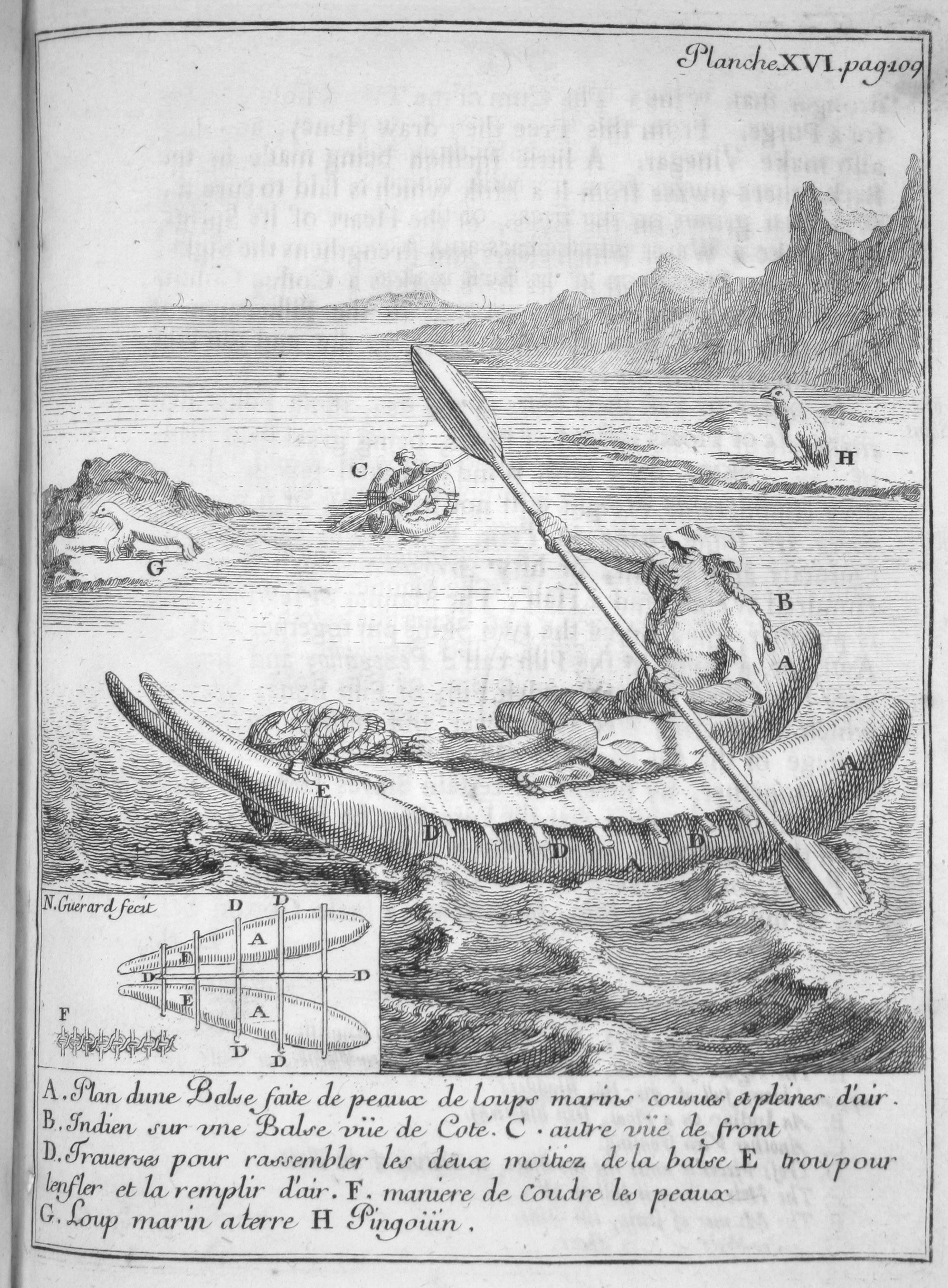
Canoé Kawésqar
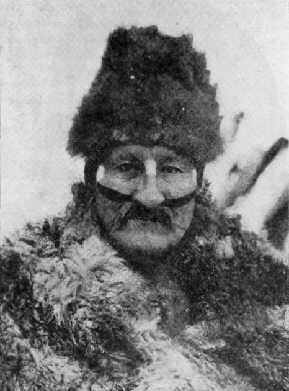
Chaman Haush

- Petit âge glaciaire (1410-1570 dans la région)

## Période coloniale espagnole (1500-1810c)

Gouvernorats espagnols 1534-1539

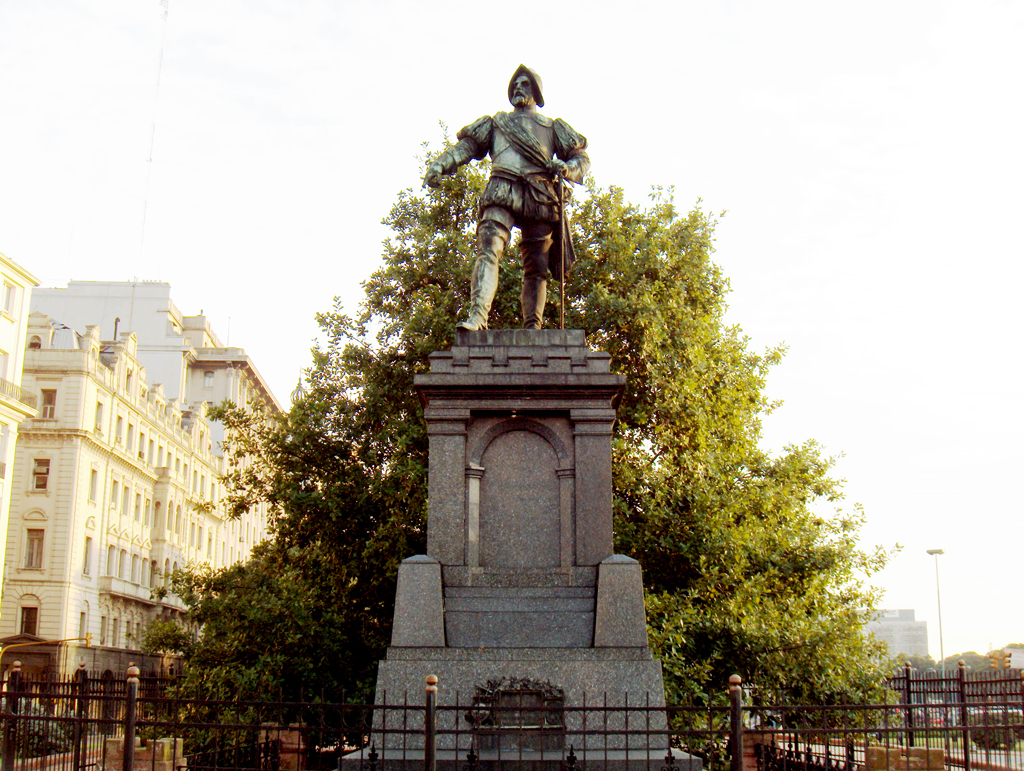
Monument à Juan de Garay, fondateur de la ville, à Buenos Aires

Amerigo Vespucci fut le premier Européen à s'approcher des côtes argentines en 1502. En 1516, Juan Diaz de Solís, un navigateur espagnol visita le territoire qui deviendra l'Argentine. L'Espagne allait inclure l'Argentine dans la vice-royauté du Pérou.

### Une conquête lente et difficile
À l'inverse de ce qu'ils avaient fait au Pérou et en Bolivie, les Espagnols ne soumirent jamais totalement les principaux peuples amérindiens qui occupaient le territoire actuel de l'Argentine. La présence espagnole se limitait d'ailleurs au départ à de petits noyaux, essentiellement le long de la route importante dite Camino Real, destinée au début à drainer les richesses minières du Haut-Pérou (Bolivie actuelle) vers le Río de la Plata. Là fut construite, en 1536 une colonie appelée Buenos Aires. Abandonnée à cause d'un blocus et de raids sanglants des Indiens Didiuhet, elle fut fondée à nouveau en 1580. Cette année-là en effet, Juan de Garay, venu d'Asuncion au Paraguay actuel, refonda la ville qu'il appela Ciudad de Trinidad y Puerto de Santa María del Buen Ayre, et qui avec le temps sera connue plus simplement sous son nom actuel.
Du nord au sud les villes espagnoles principales furent créées progressivement le long de cet axe. Ce sont principalement Santiago del Estero (1553), San Miguel de Tucumán (1565), Córdoba (1573), Salta (1582), San Salvador de Jujuy (1593) et Buenos Aires (1536 et 1580).
Autre axe économique important, la voie fluviale du Paraguay-Paraná constituait une excellente route de pénétration vers le centre de l'Amérique du Sud et ses richesses. Ainsi furent fondées Sancti Spiritu (1523), Asuncion (1537), Santa Fe (1573) et Corrientes (1588).
Quelques régions furent cependant facilement conquises et rapidement assimilées, ce qui assura aux Espagnols une domination sans problème. C'est le cas de la région du Cuyo. Dès 1561 la ville de Mendoza y fut fondée, suivie de San Juan en 1562, et de San Luis en 1594. Cette région était habitée par les Huarpes, pacifiques Indiens, exploités sans scrupule au début (travail dans les mines du Chili), mais qui se métissèrent rapidement. La paix ne tarda pas à s'installer.
La colonisation se poursuivit de manière très progressive. La dernière ville argentine à être construite fut San Fernando del Valle de Catamarca (1683).

### Contre-attaques calchaquíes (1630-1670)
Cependant, les conquérants ne réussissaient pas à pénétrer les vallées calchaquíes, où s’étaient réfugiés plusieurs peuples qui allaient mener la vie dure aux envahisseurs.
Alors que la population espagnole restait faible au sein de ces provinces, de graves contre-attaques et révoltes indiennes faisaient de terribles dégâts. En 1630 éclata la première grande rébellion calchaquíe, sous le commandement du cacique Chalemín, et dura jusqu'en 1643, guerre intense avec incendie de La Rioja et destruction de Londres (près de Córdoba). La seconde rébellion, menée par un Andalou, Pedro Chamijo, se faisant passer pour un descendant d'Inca, fut longue et cruelle. Les Espagnols dirigés par Mercado et Villacorta finirent par vaincre l'Andalou, puis décimèrent les tribus. La dernière, celle des Quilmes, fut battue en 1665. Les survivants furent déportés près de Buenos Aires, là où se dresse aujourd'hui la grande cité de Quilmes.

### Guaranis et missions jésuites (1550-1770)
Au XVe siècle les karaí, prophètes guaranís acceptés dans toutes les communautés guaraníes, parcouraient les villages ou tekuas prêchant le message de l'arrivée de profonds changements. Or ces villages s'affrontaient entre eux dans une permanente recherche de l'État d’Aguyé, et pratiquaient le cannibalisme entre eux. Ces karaí ne faisaient partie d'aucun village ou tekua en particulier, mais étaient panguaranís. Leur message était donc unificateur.
Cent ans plus tard, avec l'invasion espagnole, les jésuites arrivèrent dont le message chrétien rivalisa directement avec celui des karaí. Bien qu'étrangers, ils apportaient aussi un message unificateur. Surtout, ce qui joua un rôle très important, les guaranís qui acceptaient de vivre avec eux étaient automatiquement protégés par les lois du puissant roi d'Espagne. En effet, en 1556 les Espagnols avaient introduit dans ces régions le système de l'encomienda, par lequel chaque encomandero s'engageait à évangéliser et à sortir de la barbarie un certain nombre d'Indiens qui en retour devaient se mettre à son service.
Du fait de ce système d'asservissement impitoyable, les rapports d'abord amicaux entre les Européens et les Indiens se modifièrent. Les révoltes se multipliaient, atteignant une grande violence en 1580, rendant la région ingouvernable. Pour sortir de ce bourbier, les Espagnols firent appel en 1585 aux Jésuites, qui proposèrent de payer directement au roi un tribut proportionnel au nombre d'Indiens mâles, soustrayant ainsi les Indiens à l’autorité de l’empire pour les placer directement sous la leur. Enfin en 1608, le roi Philippe III d'Espagne donna pouvoir aux jésuites de convertir et coloniser les tribus de Guayrá.
Simultanément, l'expansion constante du front hispano-portugais, et la menace réelle d'esclavage que cela représentait, amenèrent un grand débat interne chez les chefs guaranís entre les partisans de l'alliance jésuitique (de façon à obtenir la protection de la couronne) et les « durs » qui préféraient l'affrontement. Après de longs débats, la politique d'alliance des dirigeants politiques guaranís avec les jésuites finit par remporter le consensus et se généralisa. Elle obéissait à une stratégie globale, dans le but de limiter la montée des périls, les Guaranís se trouvant pris entre les gros propriétaires espagnols désireux de se fournir de la main d'œuvre gratuite d'un côté et les bandeirantes portugais pillards et marchands d'esclaves de l'autre. Il existe de nombreuses sources de témoins présents lors de ces débats internes des chefs guaranís, notamment le « Jardín de Flores paracuaria » du Padre Tadeo Xavier Hednis de la Compagnie de Jésus.
Les jésuites furent donc en réalité utilisés par les Guaranís, pour maintenir leur modèle ou mode de vie : le modèle politique guaraní s'était préparé à être occupé par les jésuites. Ainsi s'explique la rapide conclusion de cette alliance et le développement des Misiones. Les réductions jésuites étaient en somme des tekuas, ou villages traditionnels, mais avec protection de la couronne, pénétrant ainsi non seulement dans le domaine légal espagnol, mais aussi dans une série d'échanges économiques et culturels qui allaient se maintenir durant deux siècles.

### Des indigènes restés non soumis
La Pampa et la Patagonie constituaient une vaste zone peuplée d'aborigènes totalement libres, jamais conquise par les Espagnols, et progressivement unifiée à partir du XVIIe siècle dans le cadre de la culture mapuche. Ce ne fut que vers la fin du XIXe siècle, plus de 300 ans après la conquête espagnole du Pérou, que l’Argentine (comme le Chili d’ailleurs) parvint à occuper la région grâce à une guerre contre les Mapuches.
À l'arrivée des Européens, le sud du continent américain, la région pampéenne comme la Patagonie, était peuplée par les Indiens Pampas, les Tehuelches (Patagons) en Patagonie orientale et les Mapudungun (Mapuches) en Patagonie occidentale. La Terre de Feu était peuplée par un rameau des Tehuelches, les Selknams (Onas), par les Yagans (Yamanas) et par les Kawésqars (Alakalufs).
Peu après le débarquement des conquistadors sur les rives du Río de la Plata et la fondation de Buenos Aires au XVIe siècle, les premiers affrontements eurent lieu entre Espagnols et aborigènes, les Pampas (ou Hets ou Querandis), appelés plus tard Ranquels au XVIIIe siècle.
À partir du XVIIe siècle, quelques bovins abandonnés par les Espagnols en région pampéenne proliféraient naturellement, formant de vastes troupeaux redevenus sauvages. Les Espagnols comme les indigènes Pampas et Mapuches, commencèrent à les chasser, ce qui entraîna des affrontements entre les deux groupes. Les Espagnols construisirent des lignes de fortins entourant Buenos Aires et Córdoba, afin de délimiter leur zone exclusive de chasse appelées vaquerías. Les Pampas considéraient que les Espagnols usurpaient leurs terres en les envahissant, et allaient attaquer durant des siècles leurs établissements par une tactique d'attaque en masse appelée malones, utilisant des chevaux, de longues lances et des boleadoras (système composé de plusieurs lanières lestées de gros cailloux destiné à immobiliser les jambes des chevaux).
Dans le même temps, la capitainerie du Chili procédait à des attaques systématiques contre les Mapuches appelés aussi Araucans (Guerre d'Arauco).
Tout au long des XVIIe et XVIIIe siècles les Mapuches imposèrent leur culture et assimilèrent les peuples indigènes qui habitaient la Pampa et la Patagonie. Cependant dès la fin du XVIIIe siècle les Espagnols progressaient lentement sur le territoire ranquel. La frontière entre les deux civilisations se situait alors sur le río Salado, qui divisait la pampa orientale en deux par son centre.
Cependant, certains indigènes acceptèrent de travailler dans les estancias (grandes fermes-domaines) espagnoles, se métissant avec les Européens. L'origine des gauchos est liée à ce processus de métissage.
De même, dans le nord du territoire de l'Argentine actuelle, les tribus peuplant la région du Gran Chaco restèrent libres face aux colonisateurs, et cela jusqu'à la fin du XIXe siècle.

## Vice-royauté du Río de la Plata

Vice-royauté, 1777.
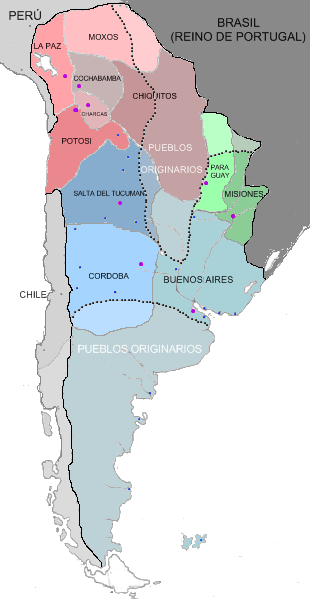
Carte de la Vice-royauté du Río de la Plata, 1780c, comprenant 8 Intendances et 4 Gouvernements (Moxos, Chiquitos, Banda Oriental et Misiones). En pointillé : la frontière avec les territoires indigènes non soumis.
Vice-royauté, 1783.
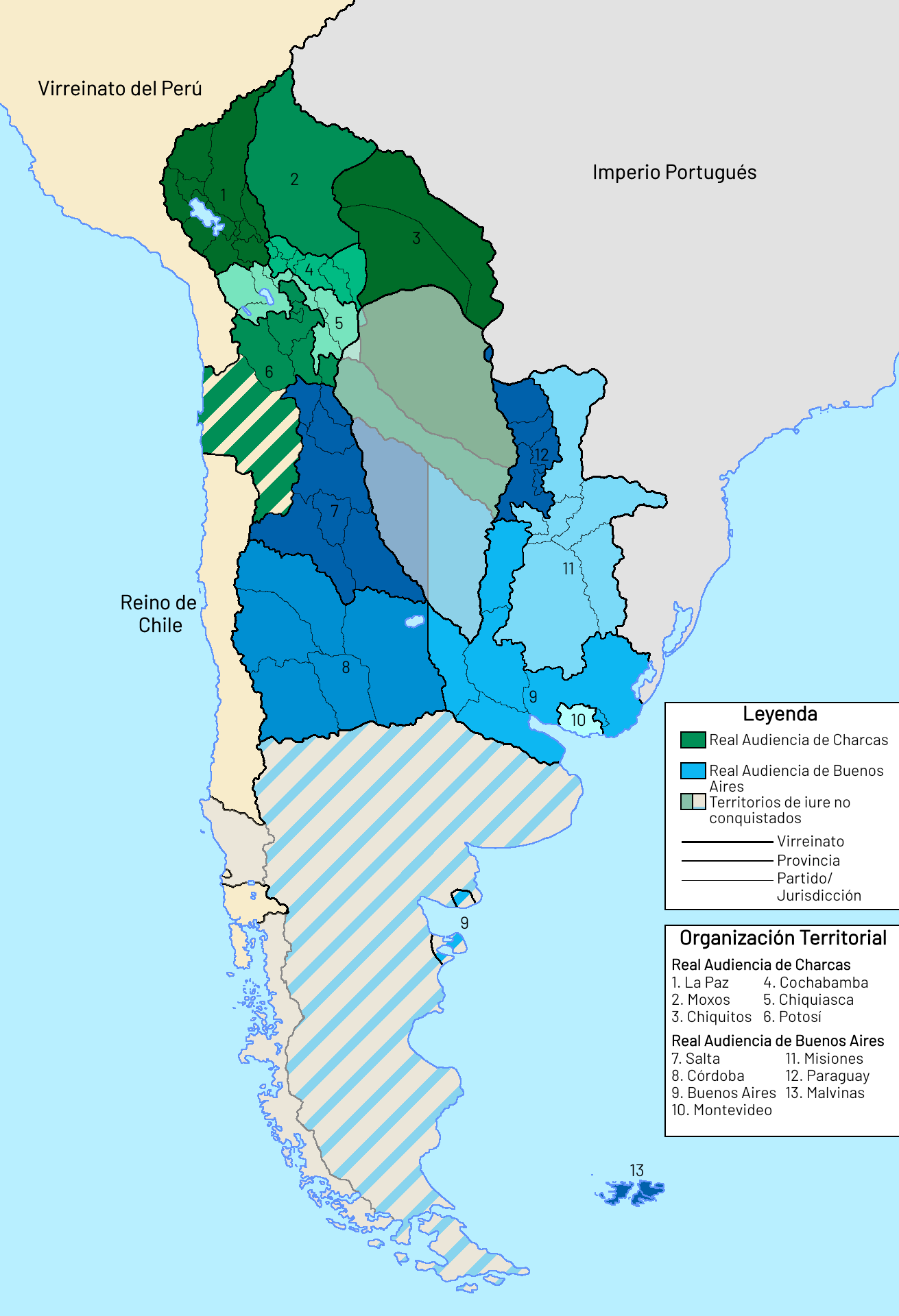
Vice-royauté du Río de la Plata, 1790.
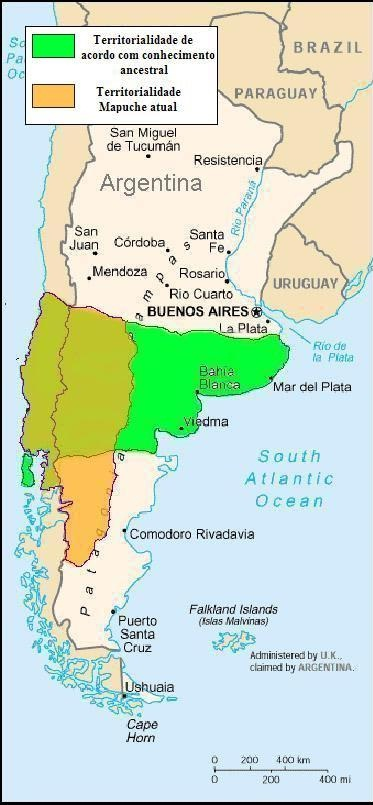
Territoire mapuche.

### Guerres portugaises, ouverture sur l'Europe (1762-1777)
En 1680, les Portugais, venus du Brésil tout proche, fondèrent dans le nord du Río de la Plata, face à Buenos Aires, sous le nom de Colonia del Sacramento, un établissement, qui menaçait gravement les intérêts espagnols. Ceux-ci ripostèrent, en attaquant et en s’emparant de cette ville à plusieurs reprises, mais chaque fois, grâce à un traité international, les Portugais récupéraient la ville. Finalement, en 1776, le roi Charles III entreprit de chasser les Portugais du Río de la Plata, puis institua la vice-royauté du Río de la Plata (1776-1816). Presque immédiatement, le nouveau vice-roi Pedro de Cevallos mit sur pied une puissante armée, qui fit mouvement contre les Portugais. S'ajoutèrent à cette armée européenne des contingents de Guaranis, habitués à se battre contre les Portugais. La guerre hispano-portugaise de 1776-1777 (en) se termina à l'avantage des Espagnols : Cevallos prit Colonia en 1777 et la détruisit totalement, allant symboliquement jusqu'à semer du sel sur ses ruines.
La ville fut cependant reprise par les Portugais, puis par les Brésiliens quelques décennies plus tard.
Le règlement de libre commerce dans l'Empire espagnol (es), mis en place par étapes entre 1765 et 1789, mit fin au monopole de l'axe Pérou-Cuba-Cadix et permettait à l'Amérique espagnole d'échanger directement avec les ports espagnols et européens.
Cette mesure entraîna un recul sectoriel des productions artisanales, relativement importantes dans les régions de Cuyo et Tucumán, et surtout des cultures méditerranéennes, vin, huile d'olive, fruits séchés, inférieurs en qualité à ceux de la métropole. En revanche, elle profita à la bourgeoisie marchande du Río de la Plata.
La création de la vice-royauté du Río de la Plata allait apporter beaucoup à Buenos Aires, où en peu d'années vinrent s’installer toutes les autorités : administration bureaucratique vice-royale, douane, Consulat de commerce (1794), Audiencia (1785), Académie navale, et des écoles. On commença à éditer des journaux, activité difficile à cause de la censure du vice-roi.
La population de la ville s’accrut de 9 568 en 1744 à 32 069 habitants en 1778, puis à plus de 40 000 en 1797 et à presque 100 000 en 1810, chiffre très important pour l'époque et constituant près du tiers de la population totale de l'Argentine espagnole d'alors.

### Invasions britanniques (1806-1807)

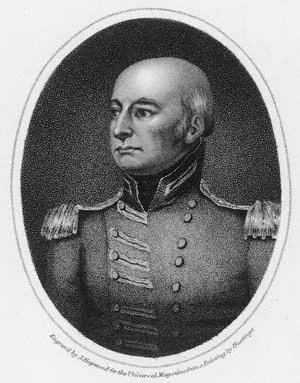
John Whitelocke qui envahit Buenos Aires en 1807.

Avec l'entrée en guerre de l'Espagne aux côtés de Napoléon, le Royaume-Uni chercha à renforcer son influence dans les colonies espagnoles. En 1806, après avoir pris la colonie hollandaise du cap de Bonne Espérance, la flotte britannique cingla vers le Río de la Plata, apparemment sur initiative propre. La flotte ne tarda pas à prendre Montevideo, puis se dirigea vers Buenos Aires.
Le vice-roi Rafael de Sobremonte, supposant que les Britanniques ne se risqueraient pas à se lancer sur la capitale de la vice-royauté, décida d’affecter la majorité des troupes de la ville à traverser le río de la Plata pour reprendre Montevideo. Lorsqu'on lui annonça le débarquement des Britanniques, il abandonna la ville pour se réfugier à Córdoba, muni des précieuses rentes de la vice-royauté, prêtes à être expédiées en Espagne, dans le but d’organiser une armée pour reconquérir sa capitale.
En juin 1806, les Britanniques sous le commandement de William Carr Beresford se rendirent maîtres de Buenos Aires et furent bien reçus par les partisans de l'indépendance. Mais ceux-ci déchantèrent vite en comprenant que les envahisseurs désiraient convertir la région de la Plata en une colonie britannique et s’unirent à ceux qui voulaient résister. Jacques de Liniers, marin français né à Niort, commandant du port d’Ensenada, traversa le fleuve pour la bande orientale, où il organisa une armée à destination de Buenos Aires. En chemin, des milliers de volontaires enthousiastes se joignirent aux troupes. Une bataille de rue s'engagea et les Britanniques, bientôt encerclés dans la citadelle de la ville, durent capituler.
Revenue dans la cité, l’Audience, tribunal suprême, décida d’assumer le pouvoir civil et de confier la capitainerie générale à Liniers. Prudemment, le vice-roi Sobremonte se retira à Montevideo.
En 1807, les Britanniques revinrent envahir le pays, mais cette fois officiellement et avec une puissante armée de 11 000 soldats sous les ordres du général John Whitelocke. Au départ, celui-ci et sa flotte avaient pour mission de s'emparer du Chili et de renforcer leurs troupes supposées toujours maîtresses de Buenos Aires. Mis au courant de la capitulation de ces dernières, Whitelocke décida de reprendre la cité. Après avoir pris Montevideo, ils débarquèrent à Buenos Aires et pénétrèrent dans la capitale, confiants dans leur suprématie face à des forces hispano-argentines très inférieures. Très vite, ils se heurtèrent à une résistance acharnée des habitants qui les arrosaient d'eau et d'huile bouillantes, et les mirent finalement en déroute. Le général John Whitelocke était acculé à la capitulation générale, et le Royaume-Uni subit là une défaite particulièrement humiliante.
À la suite de cette franche victoire, un jugement destitua Sobremonte de sa charge de vice-roi, et l'envoya en Espagne pour y être jugé. Liniers fut alors nommé vice-roi par intérim, décision ratifiée plus tard par le roi.

## Naissance de la nation (1810-1852)
Les Invasions anglaises ont joué un rôle très important dans l'histoire de l'Argentine, car elles sont le prélude à l'indépendance. Elles démontrent la capacité du peuple à l'autodéfense, grâce à des milices civiles, et révèlent que les Argentins sont désormais en mesure de déterminer seuls leur propre destin.

### Révolution de Mai (1810) et indépendance

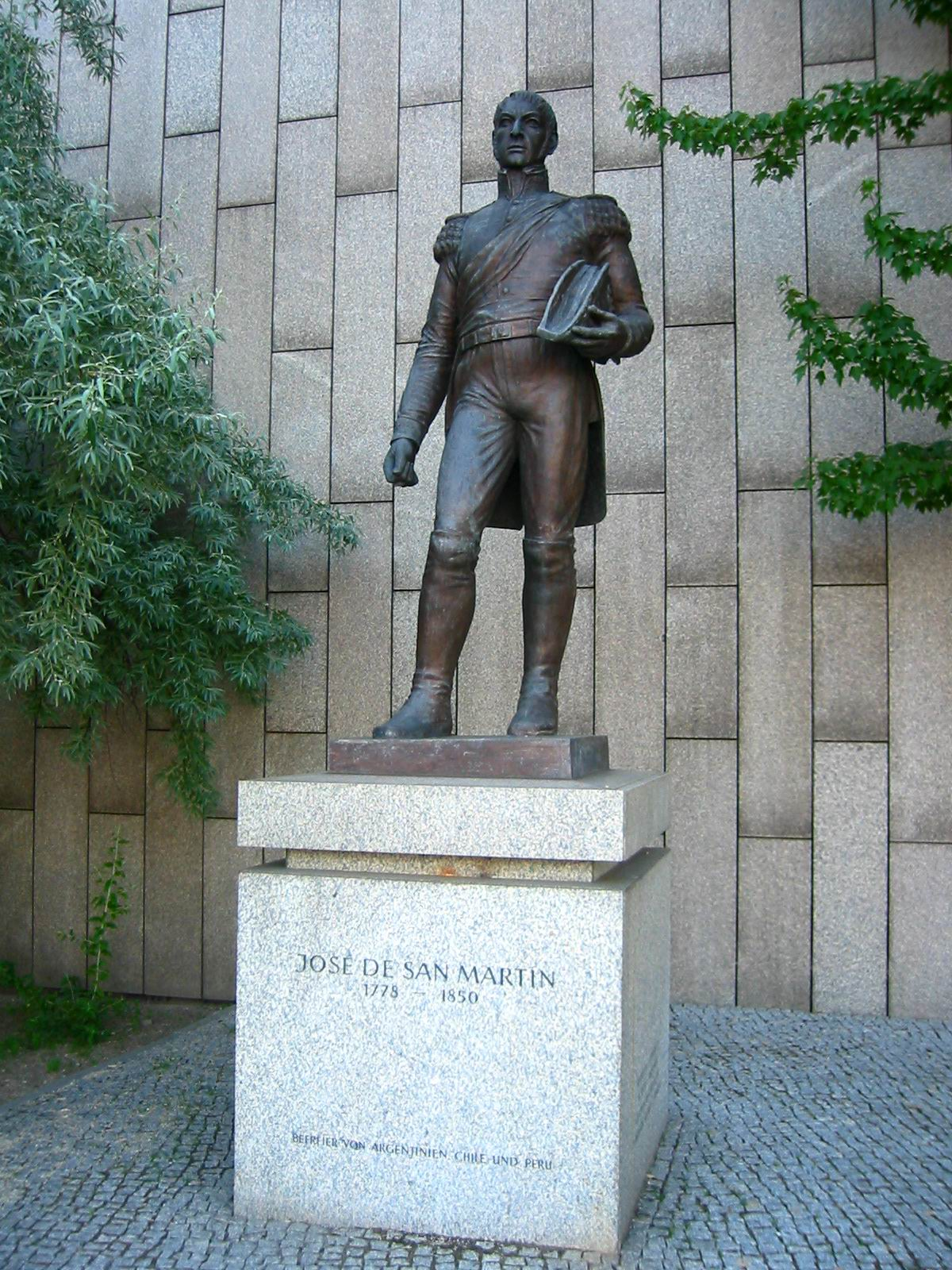
Monument à San Martín

Les nouvelles de la Révolution française avaient fait germer les idées libérales en Amérique latine. Le pays engagea son processus d'affranchissement de l'Espagne le 25 mai 1810, avec l’épisode appelé révolution de Mai, en s’engageant dans des hostilités contre les Espagnols et leurs partisans (les royalistes) : guerre d'indépendance de l'Argentine.
Certaines régions du Río de la Plata, craignant la domination de la riche et puissante Buenos Aires, étaient autant intéressées par leur indépendance face à la capitale que par leur affranchissement de l'Espagne.
En 1811, le Paraguay rédigeait sa propre déclaration d'indépendance.
En 1812, les batailles victorieuses livrées par Manuel Belgrano à Tucumán et Salta assurèrent le succès de l'indépendance. José Gervasio Artigas put alors réunir un premier Congrès de l'Indépendance argentine, à Arroyo de la China (actuelle Concepción del Uruguay) en mars et avril 1815.
Les campagnes militaires conduites par José de San Martín et Simón Bolívar entre 1814 et 1817 firent augmenter les espoirs d'indépendance face à l'Espagne, indépendance finalement proclamée à Tucumán le 9 juillet 1816.
Le désordre règne dans les provinces. Le 18 mai 1813, une loi sur la Monnaie permettait de frapper les premières pièces de l'indépendance, instituant le réal argentin.
En 1817, José de San Martín réunit une armée destinée à libérer le Chili et le Pérou, objectif qu’il atteignit finalement en 1820. En 1822 eut lieu la rencontre historique de San Martin avec Simón Bolívar à Guayaquil.

### Congrès de Tucumán (1816)

1816

Le congrès national se réunit donc à Tucumán et commença ses sessions le 24 mars 1816. Ce congrès de Tucumán, auquel participaient presque toutes les provinces, procéda à l'élection d'un Directeur Suprême capable de maintenir l'ordre et d'établir l'autorité centrale, un homme appuyé tant par Buenos Aires que par les provinces de l'intérieur. Juan Martín de Pueyrredón, apprécié de tous, fut élu à cet effet. L'autre objectif important était de consolider l'unité nationale du pays : il fut décidé de faire intervenir l'armée là où se manifestaient des mouvements localistes. Finalement, la Déclaration d’indépendance envers les rois d'Espagne et la métropole fut votée publiquement le 9 juillet 1816.
Deux positions s'affrontaient dans toute l'Amérique espagnole concernant l'administration des territoires libérés : la position américaniste et la position localiste. La position américaniste proposait l'union des peuples d'Amérique hispanique : unir les forces afin de terminer les guerres d'indépendance et organiser un système stable qui garantisse l'union. La position localiste défendait l'autonomie des régions, craignant qu'une union qui regrouperait tant de pays et de terres ne retarde la restauration de la prospérité locale, redoutant surtout de perdre du pouvoir à la suite d’une telle intégration. Bernardino Rivadavia était l’un des principaux représentants des localistes.
Le problème de la forme de gouvernement se posa également. Parmi les différentes options s'était constitué un groupe de partisans de la monarchie constitutionnelle, qui considérait que ce système stable garantirait l'ordre et les droits de l'homme. Belgrano proposait une monarchie ayant à sa tête un descendant des Inca. Ce projet fut bien accueilli par les représentants du Haut Pérou et des villes du nord, et reçut l'appui de José de San Martín et de Martín Miguel de Güemes. Mais les hommes de Buenos Aires s'y opposèrent, craignant d'y perdre leur position hégémonique, et proposaient d'offrir la couronne à un prince européen. De son côté, Tomás de Anchorena, député de Buenos Aires, défendait une république fédérale. Au début de 1817, le congrès fut transféré vers la capitale, et la résolution de ce problème remis à plus tard ; cependant, les idées monarchistes perdurèrent au sein du congrès.

### Directoire de Pueyrredón (1816-1819)
L'objectif principal du Directeur suprême Pueyrredón était de réaliser l’expédition libératrice au Chili et au Pérou, en accord avec San Martín, afin de terminer la guerre d’indépendance. Il mit au point la création de l'Armée des Andes (1816-1824), nomma San Martín général en chef et ordonna d'exécuter la campagne libératrice. Mais le financement de la campagne du Pérou nécessite une hausse des impôts douaniers.
Le Directoire fut durement critiqué par les fédéralistes, qui l'accusaient de complicité avec les Portugais en tolérant l'invasion de la Bande orientale (actuel Uruguay). Le Portugal avait déjà perpétré une première invasion en 1811-1812. La seconde agression eut lieu en 1816-1820, et les Portugais réussirent à annexer la province sous le nom de province cisplatine (1816-1828).
Finalement Pueyrredón imposa son autorité, en exilant les principaux chefs du parti fédéraliste de la capitale. À l'intérieur, il étouffe les mouvements fédéralistes par les interventions de l'armée du nord.
À la décharge de Pueyrredón, il y a lieu de signaler que lorsqu'il arriva au pouvoir, l'invasion portugaise de la Bande orientale avait déjà débuté. Le congrès adopta une position neutre que le directeur suprême ne partageait pas. Cependant le manque de ressources l'empêcha de prendre des mesures militaires : il dut donc se contenter d'exiger que les Portugais ne dépassent pas la ligne du fleuve Uruguay. Cette politique perçue comme « tolérante » face aux agresseurs augmenta le ressentiment des habitants des provinces du Litoral.

### Guerres civiles entre unitaires et fédéralistes (1810c-1850)
Les luttes intestines (guerres civiles argentines) allaient se succéder en Argentine pendant plus de 40 ans.
Les caudillos provinciaux dominèrent l’histoire et la politique de la première moitié du XIXe siècle. Petits chefs locaux, seigneurs de guerre, ils géraient leur province avec leur propre armée. Les griefs qu’ils entretenaient entre eux nourrissaient des haines et entraînaient des combats parfois féroces. Les uns se rangeaient sous la bannière de l’unitarisme, d’autres, plus nombreux, sous celle du fédéralisme. La plupart d’entre eux n’étaient pas des militaires, mais des civils. Certains, comme Juan Manuel de Rosas et Justo José de Urquiza, étaient propriétaires de vastes haciendas, détenant par là un important pouvoir économique.
Dans l’histoire de l’Argentine, le caudillo était un personnage traditionaliste, totalement opposé au Porteño ou habitant de Buenos Aires, et lié à la cause fédéraliste qui représentait son intérêt personnel. Les caudillos s'opposaient au centralisme de la métropole Buenos Aires, ainsi qu’à la modernité. On les taxait de "barbares", car ils détestaient Buenos Aires, qui concentrait le pouvoir, basé sur la possession du port et sur les recettes douanières, qui n’avaient encore jamais été utilisées au bénéfice des provinces de l’intérieur.
L'histoire du pays s'illustre de très nombreux caudillos, dont certains noms méritent d'être retenus, dont notamment :
- José Gervasio Artigas (1764-1850),
- Juan Manuel de Rosas (1793-1877),
- Justo José de Urquiza (1801-1870),
- Martín Miguel de Güemes (1785-1821),
- Francisco Ramírez (1786-1821).

### Rosas et le rosisme (1829-1852)

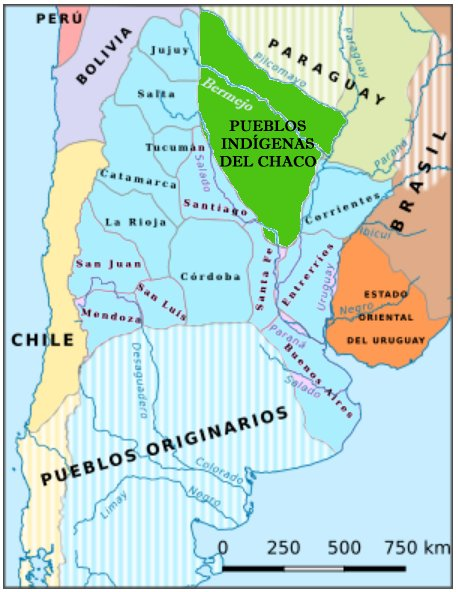
Provinces argentines, 1840.

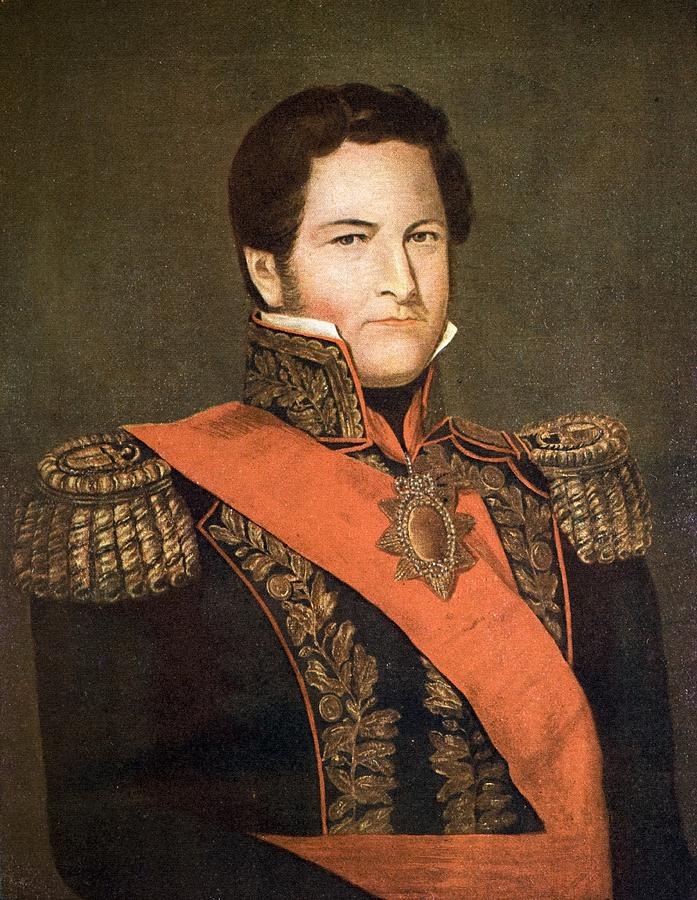
Juan Manuel de Rosas, gouverneur de la province de Buenos Aires et caudillo dominant de l'Argentine.

En 1826, le congrès nomma Bernardino Rivadavia premier président constitutionnel du pays. La cession de l’Uruguay actuel au Brésil provoqua la démission de Rivadavia en juin 1827. Son successeur Manuel Dorrego, partisan des autonomies provinciales, liquida le conflit avec le Brésil en reconnaissant l'indépendance de la Bande orientale. Les unitaires soulevés par Juan Lavalle fusillèrent Dorrego (1828), ce qui ralluma la guerre civile entre unitaires et fédéralistes.
La Bolivie se déclara indépendante en 1825, de même que l’Uruguay en 1828.
La figure dominante à cette époque devint Juan Manuel de Rosas (1793-1877), vu par beaucoup comme un tyran. Il gouvernait la province de Buenos Aires et représentait les intérêts de l’Argentine à l'étranger de 1829 à 1852, sans qu'existe encore de gouvernement central pour l'ensemble du pays.
Pour ses partisans, il figurait comme anti-impérialiste argentin en raison de son opposition à d'autres tyrans, amis d’empires étrangers ; dans sa politique, il n'accepta jamais comme définitive la désagrégation des Provinces-Unies du Río de la Plata (1810-1835), mais lutta au contraire pour que ces évènements menaçants ne s'aggravent pas, et avec l'espoir que les factions argentines comprendraient bientôt que l'unification était l'intérêt commun ; il était avant tout stigmatisé comme tyran par ceux qui étaient à la solde d'intérêts étrangers, ainsi que par les victimes de sa « para-police » implacable, la Mazorca, dirigée par sa propre épouse. Pour le point de vue opposé, il n'y avait pas, sous son gouvernement, de liberté de presse, ni de parole, ni de pensée, et l’instruction publique était inexistante. Une figure de proue de l’opposition à Rosas était Domingo Faustino Sarmiento, qui fut forcé de s’exiler au Chili à plusieurs reprises sous les menaces de mort émises par le gouvernement de Rosas à cause de ses écrits mettant en avant des idées « modernes, progressistes et européennes » (voir notamment son ouvrage intitulé Facundo), telles que l'école gratuite, laïque et obligatoire pour tous.
Pendant cette période l’Argentine était peuplée d'indigènes, ainsi que d'immigrés espagnols et de leurs descendants, les créoles (criollos). Certains d'entre eux étaient concentrés dans les villes, mais d’autres vivaient dans les pampas comme gauchos. L'économie rurale était basée presque exclusivement sur l'élevage de bétail. Cependant les attaques indigènes ou « malones » se poursuivaient, menaçant les frontières, surtout à l'ouest. L’Argentine avait acquis l'indépendance vis-à-vis de l'Espagne, mais la conquête espagnole de l’Argentine n'avait toujours pas été menée à bout.
Durant son long gouvernement, Rosas réussit à se faire beaucoup d'ennemis à l'intérieur, non seulement des unitaires bourgeois réfugiés à Montevideo, mais aussi d’autres caudillos, et ce même s'ils défendaient une position fédéraliste et qu'ils étaient en désaccord avec le monopole que continuait de détenir Buenos Aires sur son port. Ce monopole fut momentanément brisé durant le conflit de Rosas avec les impérialismes français et surtout britannique. L'émergence de la navigation à vapeur permettait désormais de remonter les fleuves avec rapidité, raison pour laquelle le Royaume-Uni et la France avaient armé d'importantes flottes commerciales et militaires composées de vaisseaux à vapeur et exigeaient la libre circulation sur les fleuves, ce qui leur assurerait le libre commerce. Les deux puissances réclamaient donc le droit de navigation sur le rio Paraná pour y commercer avec les autres ports, ce que Buenos Aires refusait.
Le conflit se mua en guerre avec le combat de Vuelta de Obligado, où les forces fédéralistes de Rosas tentèrent de bloquer le passage aux flottes étrangères. La bataille tourna à la déroute pour les forces de Rosas (20 novembre 1845). Cependant elle fut perçue comme un symbole de défense de la souveraineté nationale. L'action diplomatique habile du gouvernement de Rosas, doublé de l’appui de José de San Martín, finirent par transformer la défaite en victoire politique pour le gouvernement de la Confédération argentine, obligeant les puissances à reconnaître son droit à la souveraineté sur les eaux intérieures.

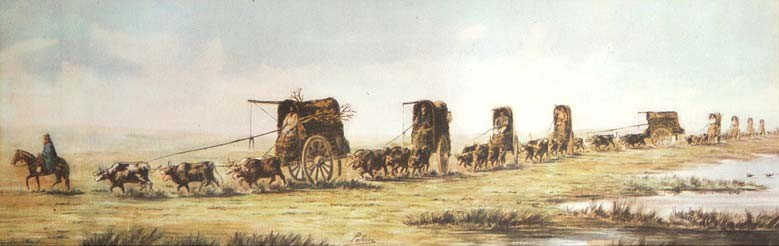
Caravane de chariots dans la pampa, peinture de Juan León Pallière, 1858.

Mais ces évènements avaient montré aux caudillos (et surtout à Justo José de Urquiza, gouverneur d'Province d'Entre Ríos) le pouvoir que donnait à Buenos Aires le monopole du commerce extérieur, ce qui favorisa un rapprochement entre les unitaires et les fédéralistes opposés à Rosas. Il se forma dès lors un clan anti-rosiste donnant lieu à la création de la Grande Armée, qui vainquit Rosas à la bataille de Caseros 3 février 1852. Le gouvernement rosiste était renversé, et l'unité argentine accomplie, ou menacée, du moins théoriquement.

## Naissance de l’Argentine moderne (1853-1916)

### Adoption de la Constitution de 1853
Urquiza convoqua le Congrès constituant de Santa Fe (1853), qui approuva une Constitution de caractère républicain, représentatif et fédéral atténué, élaboré selon le texte “Bases y puntos de partida para la organización política de la República Argentina” de Juan Bautista Alberdi. Urquiza fut proclamé président de la Confédération. La Constitution fut amendée en 1860.

### Dernières guerres civiles
Santiago Derqui fut élu président et Urquiza et Bartolomé Mitre furent nommés respectivement gouverneurs d’Entre Ríos et de Buenos Aires.
Les divergences dans le camp des vainqueurs (entre unitaires et caudillos anti-rosistes) conduisirent la province de Buenos Aires à rejeter cette Constitution et à se séparer de la Confédération argentine, qui établit dès lors sa capitale dans la ville de Paraná. En 1861, les armées de Buenos Aires mettent celles de la Confédération en déroute à la bataille de Pavón : Mitre, vainqueur face à Urquiza, fut nommé président constitutionnel en 1862 pour une période de 6 ans. Domingo Faustino Sarmiento allait lui succéder en 1868.
La guerre entre unitaires et fédéralistes resurgit à plusieurs reprises, opposant Mitre à Ricardo López Jordán en 1870-1871 puis à Nicolás Avellaneda en 1874, et enfin ce dernier à Carlos Tejedor en 1880.

### Guerre contre le Paraguay (1864-1870)
En 1865, l'Argentine se vit impliquée dans le conflit opposant le Paraguay au Brésil. Mitre joignit ses troupes aux armées brésilienne et uruguayenne. Ainsi constituées, les forces de la Triple-Alliance mirent en déroute le maréchal paraguayen Francisco Solano López en 1870.

### Guerre contre les Indiens (1878-1885)
La fin victorieuse de la guerre contre le Paraguay avait établi une frontière sûre au nord-est du pays et assuré à celui-ci la possession des territoires de Misiones et de Formosa.
Nicolás Avellaneda, successeur de Sarmiento en 1874, s'attacha à soumettre les terres encore occupées par les indigènes amérindiens. Durant la décennie suivante, lors de la Conquête du Désert, le général Julio Argentino Roca établit l’autorité du gouvernement national sur les vastes régions de Patagonie et du Chaco, en annihilant les peuples indigènes qui les peuplaient depuis toujours.
Le 20 septembre 1880, le Congrès national déclara Buenos Aires capitale fédérale de la République.

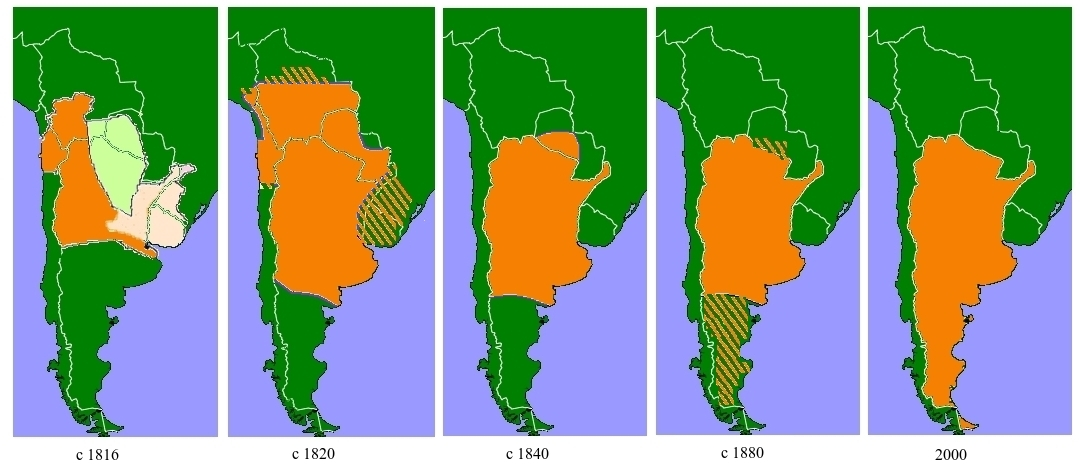
Évolution territoriale de l'Argentine
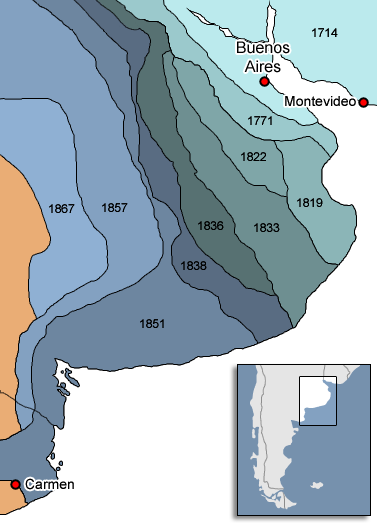
Avancée de la ligne de défense argentine, dite Zanja de Alsina (es)

### Prospérité économique, République conservatrice (1880-1916)

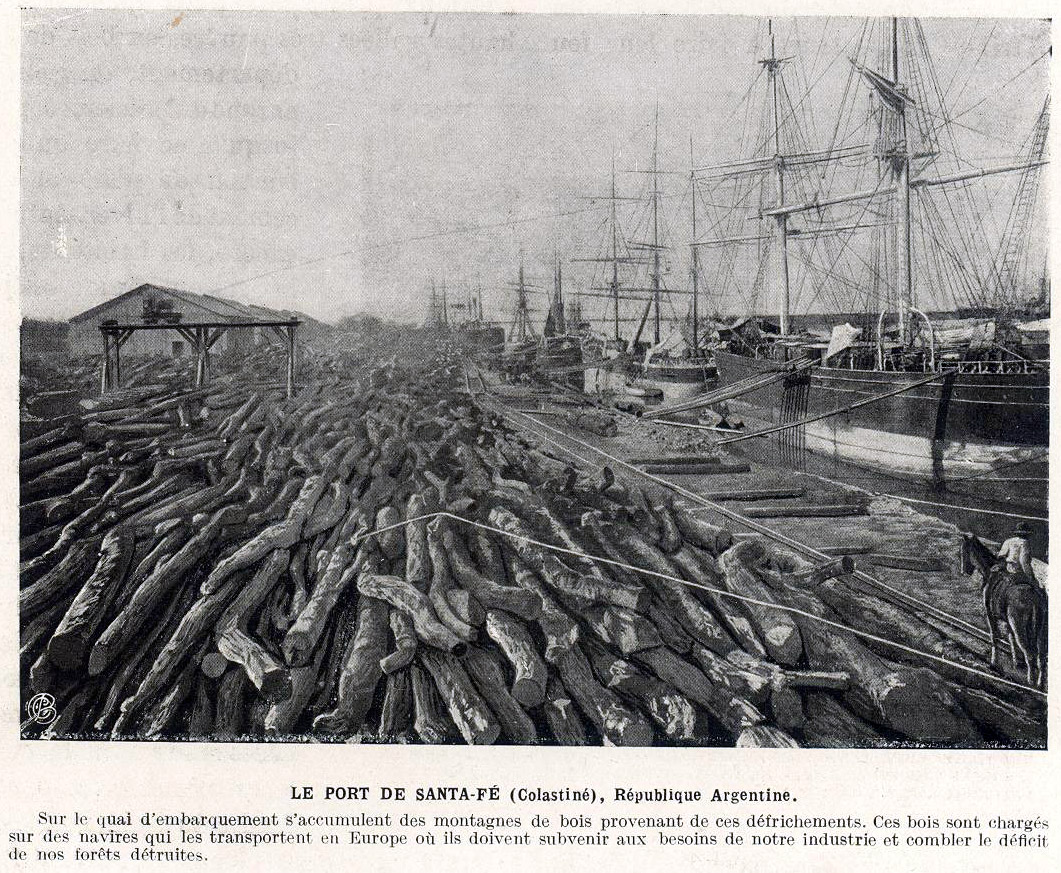
Amoncellements de bois en attente de chargement sur le port de Santa-Fe. Comme au Chili, une partie de la prospérité du pays s'est faite grâce à l'exportation massive de bois vendu à bas prix vers le Royaume-Uni et autres pays d'Europe, induisant une déforestation suivie d'une régression et dégradation des sols.

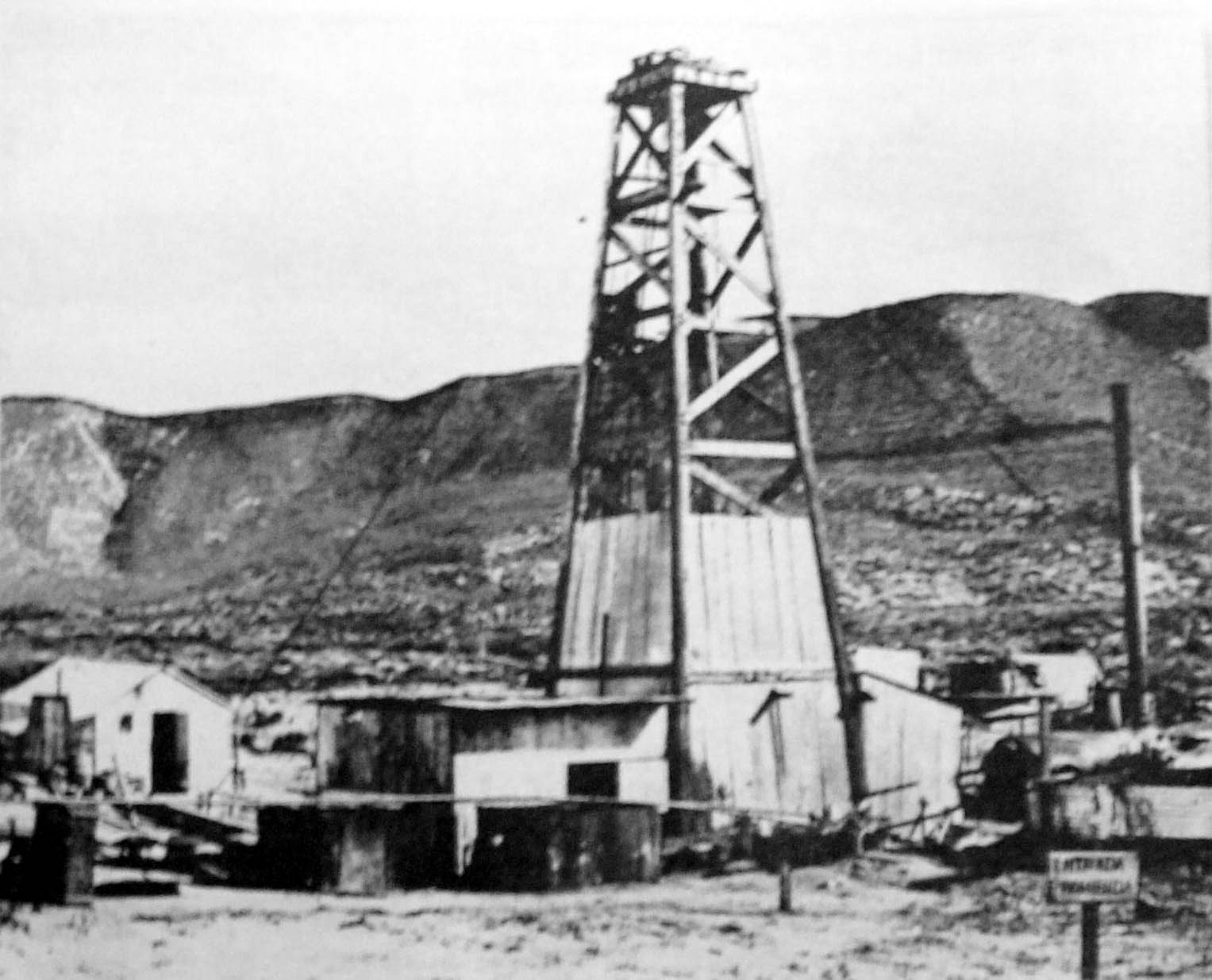
La découverte de gisements de pétrole à Comodoro Rivadavia en Patagonie, en 1907, donne lieu à une exploitation importante.

Julio Argentino Roca, bénéficiant d'une grande popularité à la suite de ses succès lors de la Conquête du Désert, fut élu président de la république en 1880. Après lui fut élu Miguel Juárez Celman (1886), qui démissionna en 1890, à la suite d'une tentative de soulèvement mené par Leandro N. Alem et d'autres dirigeants de l'Union civique radicale (UCR), fondée peu après ; le vice-président Carlos Pellegrini le remplaça. Ses successeurs sont Luis Sáenz Peña (1892), José Evaristo Uriburu (1895), puis de nouveau Roca (1898). Ensuite, les présidents sont Manuel Quintana (1904), José Figueroa Alcorta (1906), Roque Sáenz Peña (1910), et Victorino de la Plaza (1914).
Pendant toute cette période, dite République conservatrice, l’économie se développa fortement, déterminant une époque globalement de grande prospérité, où l’Argentine devint l’une des dix premières puissances mondiales, du point de vue du PNB, au début du XXe siècle. Elle restait néanmoins loin derrière l'Australie et le Canada, si l'on prend en compte le pouvoir d'achat. Trois facteurs sont la cause de cet important essor : d'abord, la fin des guerres indiennes et donc la conquête de vastes nouveaux territoires agricoles ; ensuite, la modernisation de l'économie, l'adoption de techniques modernes et l'intégration du pays dans l'économie mondiale (essor du commerce et des investissements étrangers) ; enfin, l'arrivée massive d'immigrants européens dans une démocratie relativement stable, sans faire abstraction d’importants conflits sociaux.
En 1901, la Federación Obrera Argentina fut créée, donnant lieu en 1904 à l'importante Fédération ouvrière régionale argentine (FORA), dominée par l’anarcho-syndicalisme, et comprenant des figures telles que Diego Abad de Santillán, qui s'opposa dans les années 1930, lors de la Décennie infâme, à la « propagande par le fait », prônée par Severino Di Giovanni.
Les associations socialistes allaient se constituent dans les années 1890. En 1896 fut formé le Parti ouvrier socialiste argentin, qui faisait paraître La Vanguardia, « journal socialiste scientifique défenseur de la classe ouvrière ». En 1904, Alfredo Palacios devient le premier député socialiste d'Amérique latine. Le Parti communiste argentin fut fondé en 1918.
Les investissements étrangers provenaient surtout du Royaume-Uni et étaient principalement destinés aux infrastructures (chemins de fer et ports notamment construits pour le transport et l'exportation du bois et de produits agricoles).
Les immigrants contribuaient beaucoup au développement du pays, surtout dans les pampas occidentales.
Ils arrivaient essentiellement de toute l'Europe, mais aussi d'ailleurs (chrétiens du Moyen-Orient).
De 1880 à la crise de 1929, l'Argentine était donc économiquement prospère, mais l'économie s’orientait de plus en plus vers l'exportation de matières premières et de produits agricoles et vers l'importation de produits industriels manufacturés. L'industrialisation ne se réalisa pas, et le modèle d'agro-exportation continuait de prévaloir, au profit du Royaume-Uni, et favorisant au sein du pays l'oligarchie des propriétaires terriens, qui détenaient de gigantesques domaines latifundiaires.
Alors que les ressources naturelles forestières les plus faciles à exploiter s'épuisaient, la situation devenait politiquement et socialement moins brillante. Les gouvernements de Roca et de ses successeurs s'alignaient sur les intérêts de l'oligarchie argentine. Les élections étaient entachées de fraude et de clientélisme électoral, le vote se faisant à main levée. Les forces conservatrices dominaient la république jusqu'en 1916, lorsque la loi Sáenz Peña sur le « suffrage universel » masculin, instituant le vote à bulletin secret, vint bouleverser l'ordre ancien et permit la victoire électorale des radicaux de l’UCR, rivaux traditionnels des conservateurs, et dirigés par Hipólito Yrigoyen. Les radicaux, qui avaient déjà effectué des tentatives de soulèvement contre le régime fallacieux et discrédité et proposé l'abstention pour lutter contre la fraude électorale, représentaient les classes moyennes en expansion auxquelles ils ouvrirent les portes.

### Naissance du tango
Sur les bords du Río de la Plata de la fin du XIXe siècle, naissait un art nouveau : le tango-musique et le tango-danse.

## Radicalisme (1916-1930)

### Premier mandat d'Hipólito Yrigoyen (1916-1922)

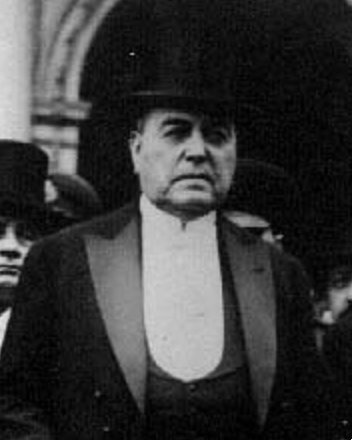
Hipólito Yrigoyen fut le premier président élu par vote secret.

En 1916, Hipólito Yrigoyen, représentant de l’aile gauche de l’Union civique radicale (UCR), fut élu président grâce au suffrage universel et au secret du vote. Les conservateurs gardaient cependant la haute main sur le Sénat ainsi que sur la plupart des provinces. La démocratie s’installa progressivement en Argentine, avec les réformes sociales d’Yrigoyen, qui rompaient avec le refus de l’interventionnisme d’État prôné par le libéralisme économique classique de l’école de Manchester, et tendaient à favoriser l’industrialisation équilibrée du pays, tandis que la Cour suprême jouissait, jusqu'au coup d’État du général Uriburu, d’une indépendance prometteuse.

#### Politique économique
Elle se caractérise par un « Plan de la Terre et du Pétrole », octroyant à l'État un rôle important d’intervention dans l'économie. Yrigoyen déclara ainsi :

« La politique du président est de maintenir aux mains de l'État l'exploitation des sources naturelles de richesse, dont les produits sont des éléments vitaux du développement du pays… L'État doit acquérir une position chaque jour plus prépondérante dans les activités industrielles qui répondent principalement à la réalisation de services publics. »

En 1922, il décida la création de l'entreprise d'État pétrolière Yacimientos Petrolíferos Fiscales (YPF), bientôt la plus importante du pays.
Il fit voter des lois concernant les baux à métayage, pour protéger les colons face aux gros propriétaires terriens. La "Banque hypothécaire" fut réorganisée pour aider les petits propriétaires ruraux. Une législation sociale destinée à améliorer les conditions de vie de la classe ouvrière est adoptée (abolition du travail des enfants, salaire minimum pour certaines catégories de travailleurs, repos dominical obligatoire, recours à l'arbitrage pour les conflits sociaux).
Enfin, la "Marine marchande nationale" fut créée. Yrigoyen lança également une politique d'expansion des chemins de fer d'État, provoquant quelques heurts avec de puissantes entreprises ferroviaires étrangères, notamment britannique. Il ordonna la construction d’une nouvelle voie ferrée vers le Nord du Chili et l’océan Pacifique.

#### Politique internationale
Yrigoyen soutint fondamentalement le principe d’autodétermination des peuples et d’égalité des nations face aux grandes puissances, sur la base suivante :
- maintien de la neutralité argentine pendant la Première Guerre mondiale, mais avec de forts appels aux pays belligérants des deux camps.
- convocation en 1917 d’un Congrès des nations latino-américaines non belligérantes pour définir une position commune face à la Première Guerre mondiale, qui échoua à la suite de la forte opposition des États-Unis.
- face au traité de Versailles et à la création de la Société des Nations, soutien apporté à la séparation des deux actes, avec l’idée que le Traité est un problème limité aux pays qui s’étaient battus, mais que la SDN doit être une association égalitaire et volontaire de toutes les nations du monde, y compris les nations colonisées.

#### Politique du travail
Celle-ci demeure équivoque. D'un côté Yrigoyen fit voter les lois du travail et demanda au Congrès un projet de code du travail, réclamé depuis le début du siècle par le Parti socialiste (PS) et le mouvement ouvrier, et agit souvent comme médiateur dans des conflits. Mais d’un autre côté, il eut des relations conflictuelles avec le PS et avec le secteur majoritaire du mouvement ouvrier, lui déniant le droit de représenter les travailleurs argentins lors de la fondation de l'OIT en[...]1919.
Sous son gouvernement également eurent lieu les plus grands massacres ouvriers de l’histoire du pays : la Semaine tragique de 1919, à Buenos Aires, et les exécutions de masse lors des grèves insurrectionnelles, dites Patagonie rebelle, dans la province patagonienne de Santa Cruz en 1921-1922. Certains militants ouvriers se dirigèrent alors vers la lutte armée, comme en 1929 quand l’anarchiste Kurt Gustav Wilckens lança une bombe qui tua le colonel Varela, responsable des massacres de la Patagonie rebelle.
Par ailleurs, sur le plan de l’enseignement, il soutient la Réforme universitaire de 1918, mouvement engagé par la Fédération universitaire argentine (FUA).

### Présidence de Marcelo Torcuato de Alvear (1922-1928)
Élu comme successeur d’Yrigoyen, Marcelo de Alvear (1868-1942), représentant de l’aile droite de l'UCR, prit le contrepied de son prédécesseur, entraînant une violente lutte politique entre yrigoyénistes et alvéaristes, aussi appelés anti-personnalistes. Chaque secteur du parti présente son propre candidat aux élections suivantes, les anti-personnalistes présentant comme candidat à la présidence Leopoldo Melo, tandis que Yrigoyen se présenta à nouveau.

### Second mandat d’Hipólito Yrigoyen (1928-1930)
Yrigoyen ayant emporta le scrutin avec 60 % des voix, il constitua son nouveau gouvernement le 12 octobre 1928.
En 1929 se produisit la Grande Dépression mondiale. Le radicalisme, avec Yrigoyen à sa tête, se montra incapable de répondre à la crise. Entre les deux ailes du parti radical éclata un conflit virulent, à un niveau de violence politique sans précédent dans l’histoire du pays depuis la fin des guerres civiles.

### Coup d’État d’Uriburu,Décennie infâme(1930-1940)
Le 6 septembre 1930, le général José Félix Uriburu (1868-1932) renverse le gouvernement constitutionnel, amorçant une série de coups d'État et de gouvernements militaires qui s’étendra jusqu’en 1983 et écrasera par la force tous les gouvernements issus d'élections libres lors d'un vote populaire.
Plongée dans la crise, l'Argentine s’engagea dans la période dite Décennie infâme, marquée par la fraude électorale et la corruption, par l’autoritarisme militaire et par le poids prépondérant de l'oligarchie, qui maintenait l'Argentine dans un statut de dépendance économique envers le Royaume-Uni.
Le "Parti fasciste argentin", succédant à la Légion civique argentine (1931), et future Alliance libératrice nationaliste (ALN, 1937-1955 puis 1973-1976), fut fondée en 1932. Le fascisme avait une influence plus large : ainsi, en novembre 1935, Manuel Fresco, admirateur de Mussolini et d'Hitler, réussit, dans un contexte de fraudes massives, à se faire élire gouverneur de la province de Buenos Aires.

## 1946-1955: Juan Perón et le péronisme

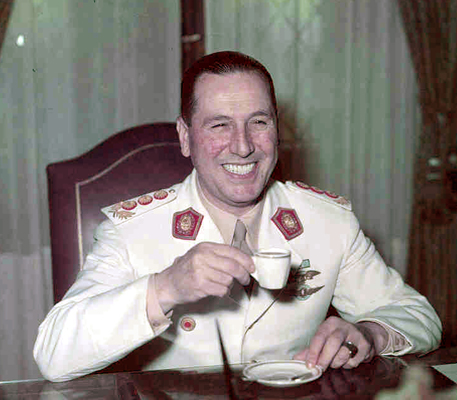
Juan Perón prenant un café.

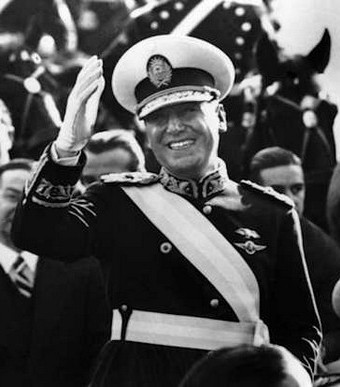
Juan Perón revêtu de l’écharpe de président.

En 1943, Juan Domingo Perón (1895-1974), alors colonel de l'armée, participa au coup d’État organisé par les militaires, et fut ensuite nommé secrétaire au Travail, puis vice-président du pays.
L'Argentine resta neutre lors de la Seconde Guerre mondiale jusqu'en 1944, puis déclara la guerre à l'Allemagne et au Japon dès la même année. Entre-temps, la popularité de Juan Perón augmentait rapidement, au point d'inquiéter sérieusement ses adversaires ainsi que l'ambassade américaine, avec à sa tête Spruille Braden.
Perón fut forcé de démissionner le 9 octobre 1945, arrêté et emprisonné sur l'île Martín García. Cependant, d'imposantes manifestations populaires, organisées par la CGT d'Ángel Borlenghi, aboutirent à sa libération le 17 octobre 1945. De ce jour est né le péronisme.
Le 20 février 1946, Juan Perón remporta l’élection présidentielle et mena ensuite une politique en faveur des ouvriers (congés payés, augmentations de salaire, projets sociaux, etc.), tout en encourageant le renforcement des syndicats, désormais pièce maitresse du régime péroniste. Il nationalisa également les voies de communication appartenant jusqu'alors à des sociétés étrangères.
Perón admirait Benito Mussolini et Franco, et un certain culte de la personnalité était mis en œuvre. Cependant, malgré le style populiste et autoritaire de sa présidence, le général maintint le multipartisme et les élections démocratiques tout au long de son mandat, interdisant ainsi toute assimilation hâtive du péronisme au fascisme. Pendant cette période, l’Argentine figura aussi comme point de chute pour les réseaux d'exfiltration nazis. Plus pragmatique qu'idéologique, cette politique était moins destinée à accueillir des criminels nazis qu'à profiter du savoir-faire de techniciens et de savants allemands.
Son épouse Eva Perón, surnommée « Evita », ancienne actrice d'origine modeste, très populaire auprès des pauvres, d'abord parce qu'elle était à la tête d'une organisation de charité, mourut en 1952 d'un cancer.
Les femmes obtinrent le droit de vote en 1947 et la légalisation du divorce fut rendue effective en 1954 (mais rapidement supprimé par le putsch antipéroniste de 1955).

## Années de violence et d'instabilité (1955-1983)
Le 6 septembre 1955, les militaires sous le commandement du général Eduardo Lonardi accomplirent un coup d'État national-catholique contre Juan Perón, forcé à l'exil, et établirent le régime dit de la « Révolution libératrice » (Revolución Libertadora). Ce n’est que le premier d’une série de coups d'État et de tentatives de putsch.

### Régime militaire ditRévolution libératrice(1955-1958)
Peu après, le général Pedro Eugenio Aramburu (1903-1970), représentant des milieux les plus violemment antipéronistes, remplaça Lonardi à la faveur d’une révolution de palais, prit le titre de président et abolit la Constitution réformée en 1949. Le Parti justicialiste (péroniste) fut mis hors-la-loi, amorçant un long cycle de violence et de conflits internes.
En 1956, le gouvernement militaire ordonna l'exécution de 31 militaires et civils péronistes, dont le général Juan José Valle, auteur d'un soulèvement péroniste : de ce massacre, perpétré dans la localité de José Leon Suárez, dans la banlieue de Buenos Aires, Julio Troxler est l’un des rares survivants.
En 1957, une élection fut organisée pour réformer la Constitution argentine, sans la participation des péronistes (maintenus dans l'illégalité). L’Unión Cívica Radical del Pueblo (es) (UCRP, 1957-1972), de Ricardo Balbín (1904-1981), antipéroniste, remporta la première place. L’Union civique radicale intransigeante (UCRI), d’Arturo Frondizi, soutenait que l’abolition de la constitution et la convocation d'une constituante sans les péronistes étaient des actions illégales, et quitta l’assemblée constituante.
Celle-ci valida l'abolition de la constitution de Perón de 1949 et rétablit celle de 1853, en y ajoutant une réforme concernant la protection du travail.

### Présidence d’Arturo Frondizi (1958-1962)
En 1958, Arturo Frondizi (1908-1995), dirigeant de l’Unión Cívica Radical Intransigente, porteur d’un projet de développement du pays, remporta l’élection présidentielle, avec l'appui du péronisme toujours illégal, mais bien actif.

### Coup d'État militaire, présidence José Maria Guido (1962-1963)
En 1962, le gouvernement Frondizi fut destitué par un nouveau coup d'État militaire, après que le parti péroniste eut remporté une série d'élections provinciales, obtenant notamment, avec Andrés Framini, la gouvernance de la province de Buenos Aires.
Au cours de la grande confusion régnant alors, la Cour Suprême désigna José María Guido, pour lors président provisoire du Sénat, comme nouveau président de la Nation : la décision fut avalisée par la junte militaire.

### Présidence d’Arturo Umberto Illia (1963-1966)

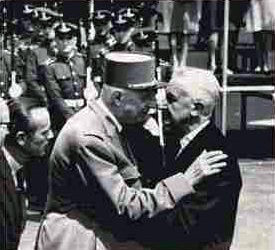
Arturo Illia recevant le président français, Charles de Gaulle. (Photo de Clarín du 4 octobre 1964)

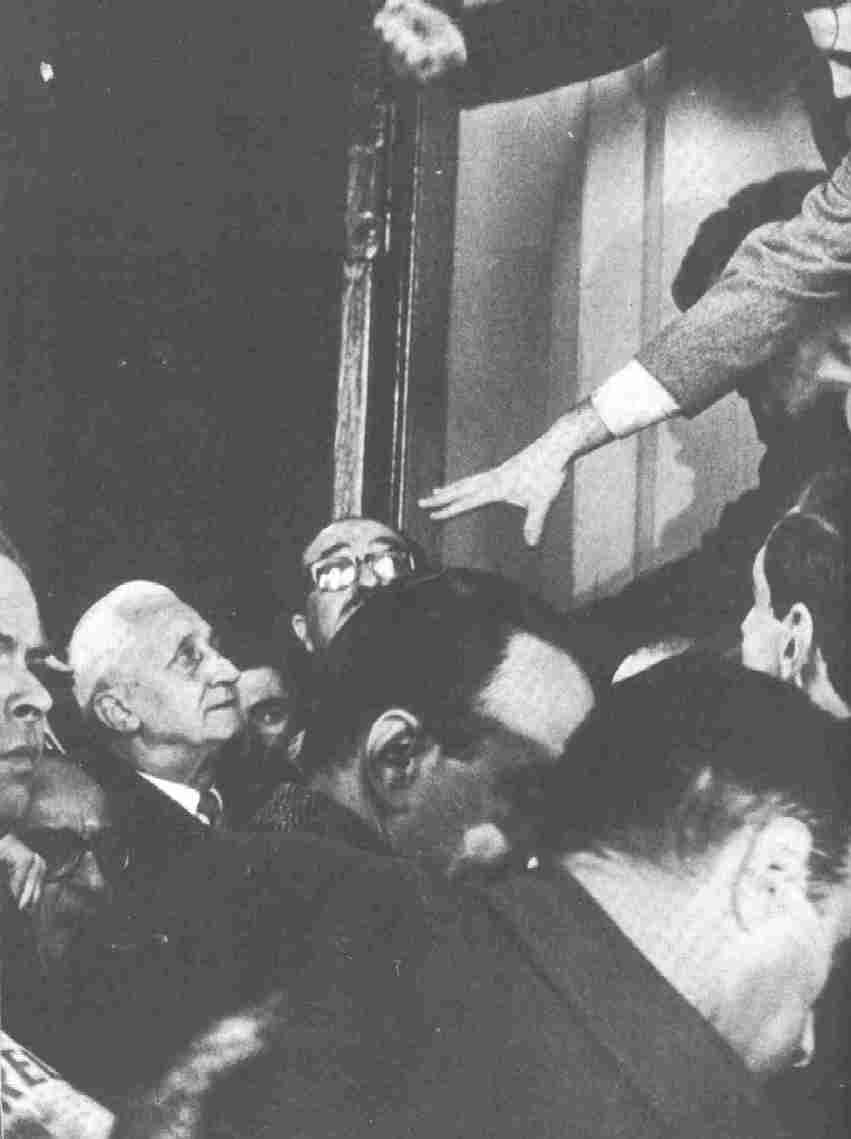
Arturo Illia quittant la Casa Rosada après son renversement (photo de la revue Gente).

L'élection présidentielle du 7 juillet 1963, de laquelle le péronisme demeura exclu, fut remportée par Arturo Umberto Illia (1900-1983), candidat de l'Unión Cívica Radical del Pueblo, avec Carlos Perette comme colistier. Les candidats de l'UCRI, Oscar Alende (es) et Celestino Gelsi (es), arrivèrent deuxièmes, tandis que l'Unión del Pueblo Adelante, (représenté par le binôme Pedro Eugenio Aramburu - Horacio Thedy) arriva troisième. Cependant, avec près d'1,7 million de votes blancs, l'abstention, signe de l'influence péroniste, était la seconde force politique du pays.
Le premier acte d’Illia consista à éliminer partiellement les restrictions et proscriptions pesant sur le péronisme. Le Parti justicialiste restait cependant interdit.
En 1965, le gouvernement convoqua des élections législatives, remportées par le camp péroniste avec 3 278 434 voix contre 2 734 970 pour l'UCRP.
Les trois années du mandat d'Illia se soldent par un succès économique certain : le Produit intérieur brut s'accrut de quelque 17,5 % de 1963 à 1965 [réf. nécessaire] ; la croissance de la production industrielle s’élève à près de 30 % [réf. nécessaire] ; la dette extérieure diminua notablement ; et le taux de chômage régressa de 8,8 % en 1963 à 5,2 % en 1966 [réf. nécessaire].
Cependant la montée en puissance du péronisme provoqua de sérieux remous au sein des forces armées, dont une partie restait liée aux péronistes, pendant qu'une autre leur était farouchement opposée. À cela s'ajoute une intense campagne de dénigrement menée par des milieux économiques au travers de certains médias. Ces journalistes surnommaient Illia « la tortuga » (la tortue), critiquaient sa gestion comme timorée et incitaient les militaires à le démettre, ce qui contribua à aggraver la faiblesse politique réelle du gouvernement.
Le général Julio Alsogaray (es) conçut un coup d'État qui amena au pouvoir le général Juan Carlos Onganía. L'idée du coup de force était soutenue par des factions militaires, mais aussi par des secteurs du syndicalisme et même par des personnalités politiques telles qu’Oscar Alende et l’ancien président Arturo Frondizi.

### Dictature militaire (1966-1973)
Le 28 juin 1966, au milieu d'une indifférence quasi-générale, le général Juan Carlos Onganía (1914-1995) exécuta un nouveau coup d'État national-catholique. Le général Alsogaray se présenta à 5 heures au bureau présidentiel de la Casa Rosada, sommant Illia de se retirer. Celui-ci ayant refusé, le palais fut envahi quelque temps après par des policiers munis de pistolets lance-gaz et entouré par des troupes armées. Illia dut se retirer et fut destitué le lendemain par Onganía.
La mise en place du gouvernement d'Ongania fait figure de véritable choc autoritaire : dictature de la Révolution argentine. Le parlement fut dissous, les partis politiques également (leurs biens sont confisqués et vendus afin de confirmer la fin irréversible de la vie politique. Le dictateur Ongania proclama le nouveau régime dit « Révolution argentine », qui allait se déployer en trois temps : économique, social et politique. Ongania concentra en ses mains tous les pouvoirs, le gouvernement commençant à corseter la société (censure, répressions diverses, violences anti-sociales, anti-universitaires avec la nuit des longs bâtons (es) du 29 juin 1966, etc.) et combattant par la violence les vives protestations syndicales.
La politique du général Ongania déboucha sur le Cordobazo du 29 mai 1969, équivalent du mai 68 français. Cette révolte spontanée eut lieu à Córdoba, deuxième ville du pays, très industrialisée (fabrication automobile) et caractérisée par un activisme ouvrier et étudiant. La répression policière très dure donna lieu à de violents affrontement (avec barricades, prises de commissariats, incendies, attaques de magasins…). Les milliers de personnes qui avaient pris le contrôle du centre-ville n’avaient aucune consigne et aucun organisateur. Les syndicats, les partis politiques (interdits), les centres étudiants étaient débordés par l’action. Le 30 mai, le pays était paralysé par une grève générale.
Le Cordobazo est la première des puebladas (insurrections urbaines dans les villes argentines entre 1969 et 1975). D’une spontanéité surprenante, ces révoltes populaires exprimaient un profond mécontentement et un ensemble de revendications. Le pouvoir autoritaire avait coupé tous les moyens normaux d'expression, et des formes originales de protestations eurent lieu dans des petites villes, des quartiers…
La situation économique continuait à se détériorer, tandis que les puebladas encourageaient plusieurs groupes, péronistes ou non, à prendre le chemin d’abord de l’action directe (distribution d’aliments volés, etc.) puis de la lutte armée. Ces groupes, qui prenaient souvent des acronymes inspirés des armes fabriquées en Argentine, étaient nombreux, et parfois liés à la Jeunesse péroniste, devenu progressivement le mouvement de masse du péronisme. Il s’agit des Forces armées de libération (FAL), des Forces armées révolutionnaires (FAR), des Forces armées péronistes (FAP), de l'Armée révolutionnaire du peuple (ERP) ou encore des Montoneros.
Ces derniers exécutent le général Aramburu en juin 1970, ce qui pousse la dictature à instaurer la peine de mort le 2 juin 1970, pour les actes de terrorisme et d’enlèvement. Les Forces armées péronistes (FAP) tentèrent, sans succès, de mettre sur pied un foco rural, avant de se lancer, en 1970-1971, dans la guérilla urbaine, inspirée par les Tupamaros uruguayens. Le mythe de l’ordre, seul capital d’Ongania, s'effondra totalement avec l'apparition de ces mouvements politiques (la Nouvelle Gauche).
Cette situation finit par provoquer la chute d’Ongania, remplacé le 8 juin 1970 par le général Levingston (1903-2015), qui se mit en devoir d’approfondir la « Révolution argentine ». Cette ligne politique cependant échoua, provoquant une deuxième révolution de palais, où le général Alejandro Lanusse vint remplacer Levingston en 1971. Lanusse tenta de manœuvrer afin de permettre à l’armée de se retirer de la vie politique du pays, tout en essayant de ne pas perdre la face : c'est le « Grand Accord National », annoncé le 1er mai 1971, qui aboutit à la levée de l'interdiction des partis politiques et, finalement, au bout d’âpres négociations, aux élections de mars 1973.
Pourtant, cette ouverture de la vie politique coïncida avec une répression accrue, où la plupart des dirigeants des FAL furent soit assassinés, soit incarcérés en 1971, tandis que la spectaculaire évasion de la prison de haute sécurité de Rawson, en août 1972, se soldait par le massacre de Trelew, considéré aujourd'hui comme un des actes fondateurs du terrorisme d'État argentin. C’est aussi à cette époque qu’eurent lieu les premières disparitions forcées (Juan Pablo Maestre et son épouse, ainsi que le couple Marcelo Verd et Sara Palacio, tous membres des FAR, en juillet 1971, etc.).
De façon générale, le Cordobazo avait inauguré une phase révolutionnaire en Argentine, où certains secteurs sociaux avaient pris conscience de leur force face à la faiblesse de l’État bureaucratique et autoritaire, alors acculé à chercher une sortie de l’impasse dans laquelle il s’était lui-même engagé à partir de 1966.

### Retour du péronisme (1973-1976)

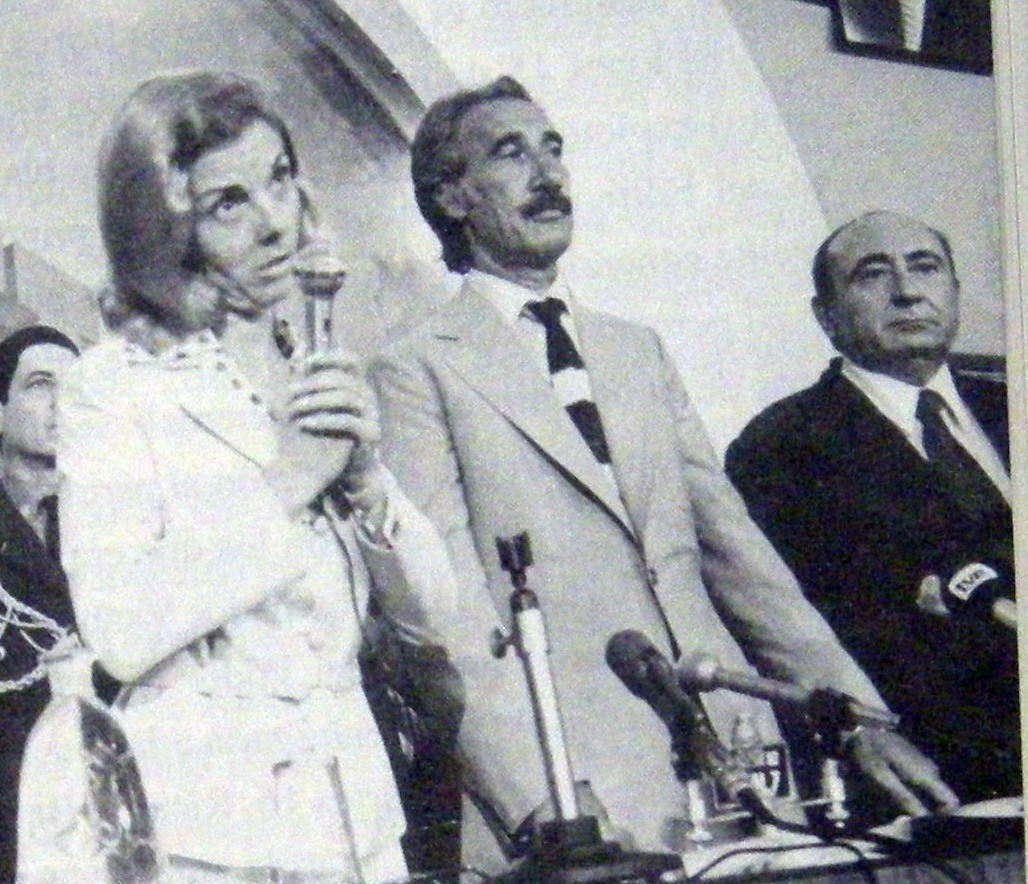
La présidente Isabel Perón et le syndicaliste Casildo Herrera à l'époque des déchirements internes du mouvement péroniste en 1976.

Le général Lanusse obtint que Perón ne soit pas candidat aux élections. Ce fut donc Héctor José Cámpora qui se présenta pour le Parti justicialiste, à la tête de la coalition FreJuLi (Front justicialiste de libération), laquelle sortit largement victorieuse des élections de mars 1973, le candidat justicialiste obtenant près de 50 % des suffrages. Le 11 mars 1973, le pays avait ainsi voté massivement contre les militaires et le pouvoir autoritaire, et croyait que ces derniers partiraient pour ne plus jamais revenir. Toutefois, les Argentins qui avaient voté pour la coalition gagnante ne l’avaient pas tous fait pour les mêmes raisons.
Juan Perón ne pouvait pas participer à ce scrutin, le premier depuis 1965, et le premier à se tenir sans limitation des libertés civiles ni proscription d’un parti depuis 1946. Toutefois, en juillet 1973, Campora fut poussé à la démission par la « bureaucratie syndicale » et la droite péroniste, à la suite de quoi de nouvelles élections furent organisées.
Le retour définitif du général Perón fut marqué par le massacre d'Ezeiza, qui allait diviser le camp péroniste. En octobre 1973, quelques semaines après le coup d'État chilien contre Salvador Allende, Perón redevint président, aux côtés de sa troisième épouse et vice-présidente, Isabel Martínez de Perón.
Fin 1973, après plusieurs fusions, les mouvements armés se réduisaient à deux : les Montoneros, péronistes, et l’ERP, trotskiste.
Les tensions internes au justicialisme éclatèrent au grand jour, forçant le gouverneur de Buenos Aires, Oscar Bidegain (péroniste de gauche), à la démission, en janvier 1974, tandis que le gouverneur péroniste de Córdoba, Ricardo Obregón Cano (en), était victime en février d’un putsch policier, entériné a posteriori par Perón lui-même. Ces deux hommes, avec d’autres figures importantes du péronisme de gauche, créèrent alors le Parti péroniste authentique, lequel allait subir les vexations du pouvoir.
À la mort de Perón, le 1er juillet 1974, la violence était déjà devenue, depuis la normalisation imparfaite du Parti justicialiste enclenchée en 1971-1972, un mode ordinaire de règlement des conflits au sein du péronisme, lequel agglomérait désormais de plus en plus de groupes, dont des nationalistes auparavant peu enclins à soutenir Perón (ainsi de la Concentración Nacional Universitaria, qui s'était illustrée en 1971 en assassinant l’étudiante Silvia Filler (1953-1971) à Mar del Plata).
La veuve de Perón, devenue présidente, devait faire face à de graves problèmes économiques, aux luttes intestines dans son parti politique et à l'escalade de la violence politique, pratiquée par de nombreux secteurs de la société ; l'extrême-gauche et l'extrême-droite péroniste notamment commençant à s'entretuer, avec les premiers attentats de la Triple A dirigée par le ministre d'Isabel Perón, José López Rega (1916-1989).

### Guerre sale et dictature militaire (1976-1983)

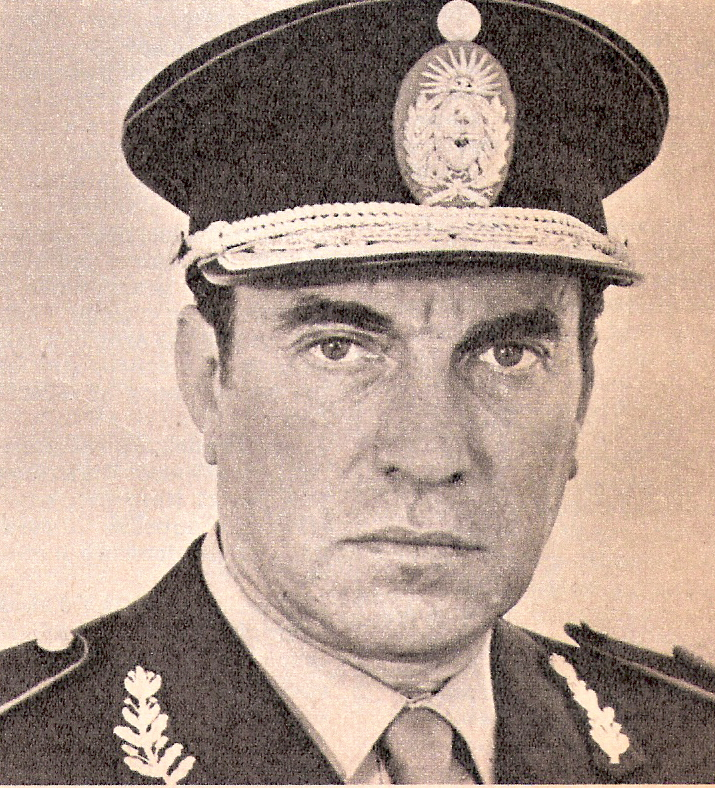
Le général Antonio Domingo Bussi, chargé de l'Opération Indépendance en 1975-1976, gouverneur de Tucuman en 1976-1977, puis de 1995 à 1999, est condamné en 2008 pour crimes contre l'humanité et génocide.

Après avoir engagé l’« Opération Indépendance (es) » de contre-insurrection contre la guérilla de l'Armée révolutionnaire du peuple (ERP) dans la province de Tucumán, avoir promulgué les décrets dits d'« annihilation de la subversion » et avoir généralisé l’état d'urgence, livrant ainsi le pays aux militaires, le gouvernement d'Isabel Perón fut évincé par le coup d'État du 24 mars 1976. À cette époque, les deux derniers mouvements guérilleros, l’ERP et les Montoneros, étaient quasiment démantelés, la guérilla de Tucuman ayant été annihilée tandis que nombre de Montoneros avaient été assassinés.
Le putsch était dirigé par le général Videla, avec l'appui des organisations patronales, notamment du secteur agricole. La Junte reçoit immédiatement le soutien des États-Unis, avertis du coup d’État en préparation. L’ambassadeur Robert Hill expliqua dans un câble diplomatique :

« Nous devons clairement éviter d’être assimilés à la junte. Ce ne serait bon ni pour elle ni pour nous. Néanmoins, dans la mesure où le nouveau gouvernement conservera cette position modérée, nous devons prêter attention à toute sollicitation d'aide qu'il nous adressera. »
En avril, les États-Unis fournirent 50 millions de dollars en aide militaire au régime de Videla. Le FMI accorde de son côté un crédit de 127 millions de dollars. »

La junte militaire allait gouverner l’Argentine jusqu'au 10 décembre 1983, généralisant les disparitions forcées (desaparecidos), l'internement arbitraire et la torture contre les opposants politiques, leurs familles (y compris les petits enfants), les amis, les voisins, etc., dans les 500 centres clandestins de détention. Dans le même esprit que l'Opération Indépendance, la junte utilisait les méthodes de la police française lors de la bataille d'Alger, notamment les vuelos de la muerte qui consistent à jeter à la mer depuis un avion les prisonniers préalablement drogués. Elle justifia cette guerre sale par la nécessité de lutter contre une « subversion communiste » (inexistante), comptant sur l'appui des milieux catholiques conservateurs, dont la Cité catholique fondée par le maurrassien Jean Ousset (1914-1994), et reprenant la rhétorique de l'Occident catholique assiégé, en se plaçant dans la continuité de la bataille de Lépante de 1571…
Dans les années 2000, le général Bussi put ainsi continuer à justifier les crimes de la dictature, en affirmant que les guérilleros avaient infiltré la population civile. De nombreux Argentins furent contraints à l’exil, qui ne fut autorisé que plusieurs années plus tard, et la plupart durent fuir le pays clandestinement, les visas n’étant pas accordés.

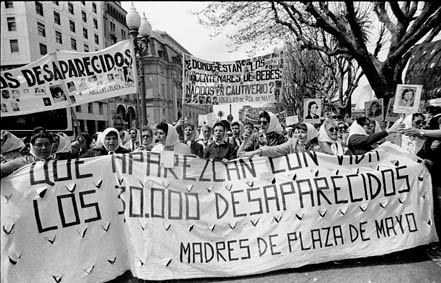
2e marche des Mères de la place de Mai à Buenos Aires dénonçant les disparitions forcées d'opposants les 9 et 10 décembre 1982.

Videla, Viola et Galtieri se succèdent à la tête de la junte. Les services secrets argentins, conjointement à ceux du Chili, de la Bolivie, du Brésil, du Paraguay et de l'Uruguay, mirent en route l'Opération Condor, répression violente au cours de laquelle ils systématisaient les arrestations, assassinats, tortures et enlèvements politiques. Les militaires prirent des mesures sévères contre ceux qu'ils qualifiaient de terroristes et contre les personnes qu'ils soupçonnaient de les soutenir. Ces « terroristes » appartenaient pour la plupart à la jeunesse militante de gauche.
Entre 1973 et 1983, 30 000 personnes auraient disparu sans compter les centaines d'enfants et de bébés nés dans les centres clandestins de détention, qui furent soustraits à leur famille naturelle et adoptés sous de faux noms par des militaires et ceux qui les appuyaient. La plupart de ces enfants sont toujours recherchés par leurs grands-parents.
Dès 1977, le mouvement des mères de la place de Mai, infiltré par l'agent Alfredo Astiz, dénonce les disparitions et les assassinats, ce qui valut à ses fondatrices d'être enlevées, en même temps que les nonnes françaises Léonie Duquet et Alice Domon.

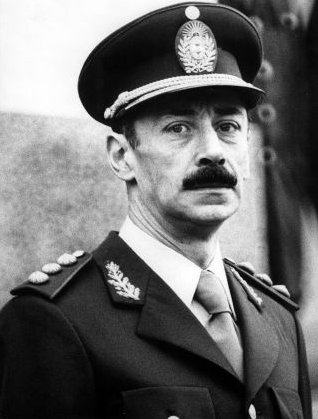
Jorge Rafael Videla 1976-1981
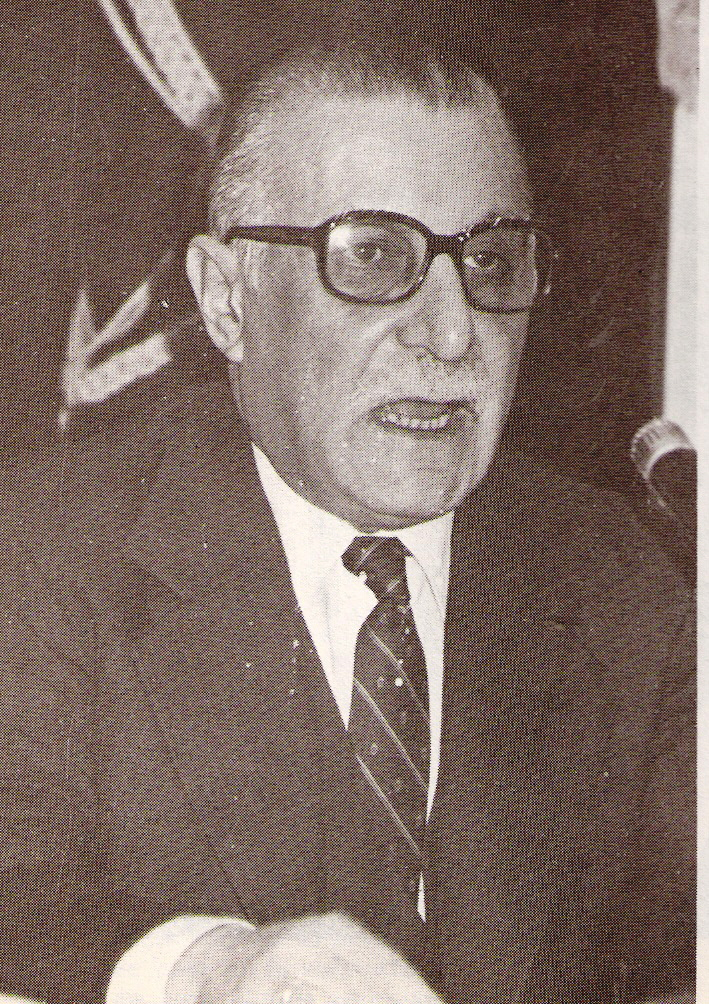
Roberto Eduardo Viola 1981
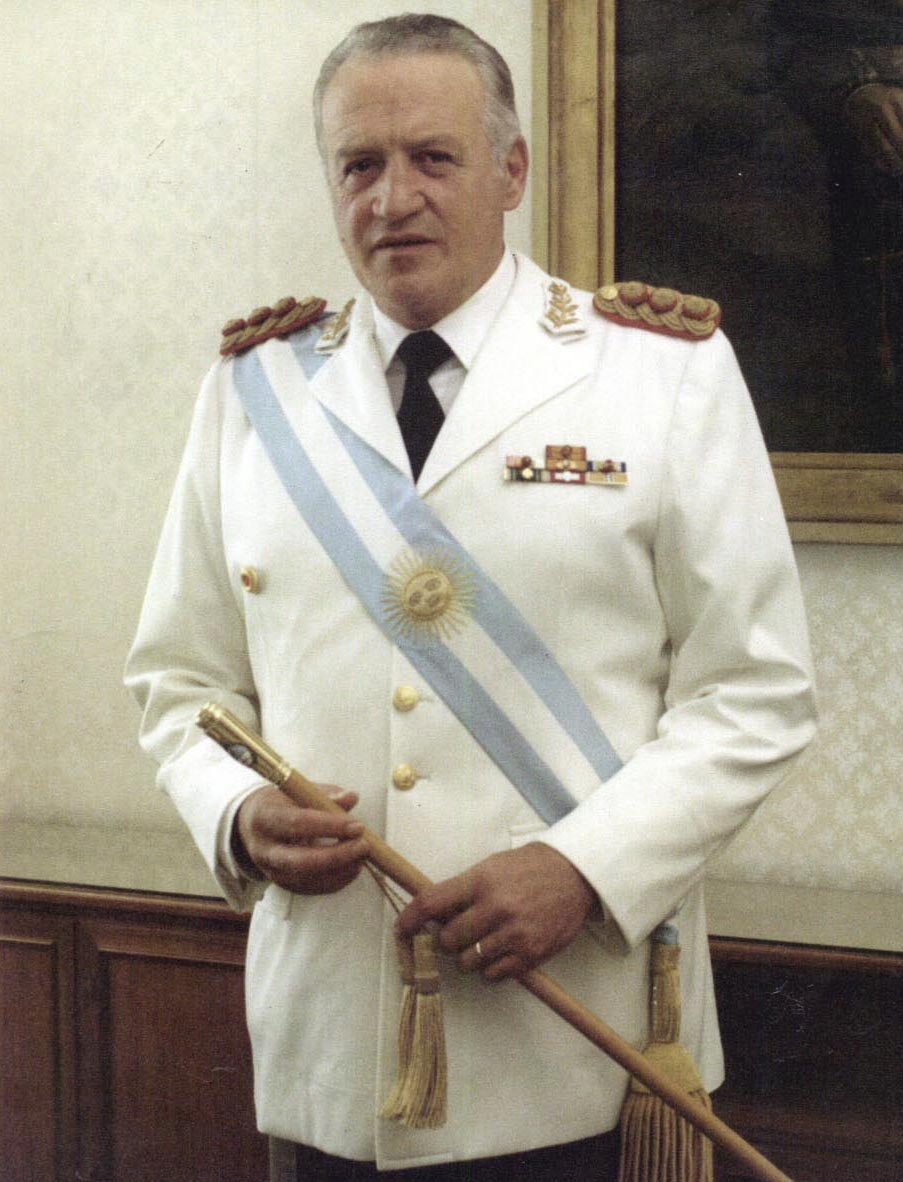
Leopoldo Galtieri 1981-1982
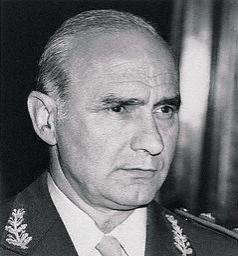
Alfredo Oscar Saint-Jean 1982
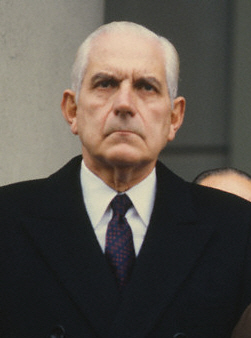
Reynaldo Bignone 1982-1983

Les militaires argentins généralisèrent aussi dans toute l'Amérique latine les méthodes de contre-insurrection (Opération Charly), soutenant et entraînant les Contras au Nicaragua, intervenant au Honduras, au Salvador et au Guatemala, participant au coup d'État de Luis García Meza Tejada en Bolivie, etc.
Sous la conduite du ministre de l’Économie José Alfredo Martinez de Hoz, la Junte engagea des réformes économiques d'inspiration néolibérale.
Alors que le régime était de plus en plus contesté, il tenta de galvaniser les forces patriotiques de la Nation en déclarant la guerre au Royaume-Uni, au nom de la souveraineté argentine sur les îles Malouines.
Si la guerre des Malouines, commencée en mars 1982, atteignit partiellement l'objectif d'unification patriotique, elle provoqua aussi la chute du régime, défait en trois mois par l’armée britannique.

## Retour à la démocratie (1983)

### Présidence de Raúl Alfonsín (1983-1989)

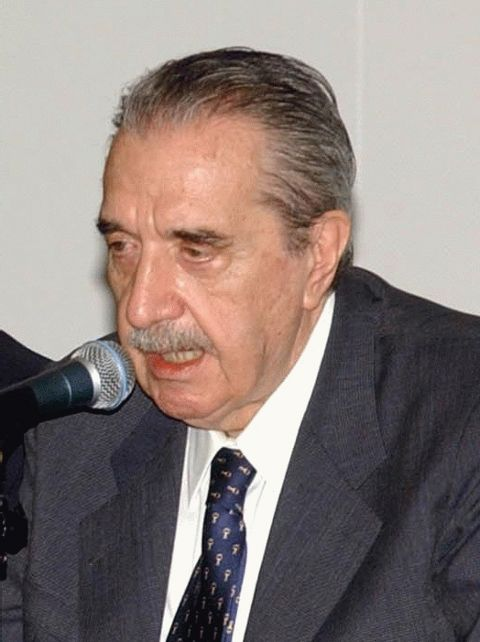
Raul Alfonsín.

Le 30 octobre 1983, des élections furent organisées pour renouveler le président, le vice-président, les gouverneurs de province et les représentants locaux. Le scrutin fut validé par les observateurs internationaux. Raúl Alfonsín (1927-2009), de l'Union civique radicale, remporta l’élection présidentielle avec 52 % des voix. Son mandat de 6 ans débuta le 10 décembre 1983. Il œuvre notamment pour le rétablissement des institutions publiques et des droits et garanties constitutionnels, instituant le 15 décembre 1983 la Comisión Nacional sobre la Desaparición de Personas (Commission nationale sur la disparition des personnes, CONADEP) présidée par l'écrivain Ernesto Sábato, tandis que les principaux dirigeants de la junte sont jugés, en 1985, lors du Procès de la junte. Cependant, la « théorie des deux démons » est alors en vogue, mettant sur le même plan violences des groupes révolutionnaires et terrorisme d'État, comme si le second était une réponse au premier alors que les guérillas avaient été démantelées dès avant le coup d'État. L'ex-gouverneur Ricardo Obregon Cano (es) est aussi condamné, lors du Procès de la junte, pour « association illicite » avec les Montoneros, tandis qu'Oscar Bidegain est de nouveau contraint à s'exiler. Certains secteurs de l'armée s'opposent par ailleurs aux procès contre les militaires, suscitant plusieurs soulèvements armés des Carapintadas. À la suite de cette instabilité politique, le gouvernement Alfonsín promulgue des lois amnistiant les crimes commis par les militaires avec la loi du Point final en 1986.
Le retour à la démocratie entraîne de sérieuses améliorations au niveau des relations extérieures. Sous le mandat de Raúl Alfonsín se règle un différend frontalier avec le Chili qui écarte un risque de conflit, qui avait failli provoquer une guerre en 1978 (conflit du Beagle). Les deux pays signent le 29 novembre 1984 un traité de paix et d'amitié. C'est ensuite avec son rival régional le Brésil que l'Argentine se réconcilie le 30 novembre 1985, date de la déclaration de Foz do Iguaçu. Cette déclaration est la première pierre de ce qui va devenir le Mercosur.
Au niveau économique, la situation du pays, tout au long de son mandat, est extrêmement difficile. Les prix sont en hyperinflation constante, atteignant déjà des records mondiaux en 1983. Durant l'année 1984, l'inflation annuelle s'établit à 625 %, alors que l'augmentation moyenne des salaires n'est que 35 %. À l'approche de la fin du mandat présidentiel en mai 1989, l'inflation mensuelle est 78 %, accompagnée d'une hausse vertigineuse du taux de pauvreté, passant de 25 % en mai à 47 % en octobre.
Sur ce fond d'emballement économique, Raúl Alfonsín annonce une élection présidentielle anticipée, qui a lieu le 14 mai 1989, et voit la défaite de l'Union civique radicale et l'élection de Carlos Menem (parti justicialiste).

### Présidence de Carlos Menem (1989-1999)
Économiquement, le gouvernement de Carlos Menem mène une politique très libérale. Il réalise de nombreuses privatisations, notamment du pétrolier YPF (Yacimientos Petrolíferos Fiscales), le gazier Gas del Estado, ainsi que des services publics dans les médias télévisés, la poste, la téléphonie, la distribution d'eau et d'électricité, les transports ferroviaires, etc. Pour attirer les capitaux étrangers, il relâche le contrôle de l'État sur l'économie, et le ministre des finances Domingo Cavallo instaure une loi de convertibilité entre le dollar américain et l'austral argentin (remplacé par la suite par le peso convertible, pour obtenir la parité 1 dollar valant 1 peso). Ces mesures permettent de diminuer drastiquement l'inflation, la ramenant à un taux proche de zéro au début des années 1990. Le pays souffre cependant encore d'un taux de chômage élevé, en lente diminution lors de ses premières années de mandat, puis à nouveau en hausse jusqu'à atteindre un pic à 18,4 % en mai 1995 à la suite de la crise de la Tequila au Mexique en 1994, qui touche aussi l'Argentine. Bien qu'en meilleur état qu'à la fin des années 1980, l'économie argentine reste fragile, car très dépendante de l'étranger.
L'Argentine sous Menem continue de promouvoir la création d'une zone de libre-échange en Amérique du Sud, notamment grâce à la signature du traité d'Asuncion le 26 mars 1991 avec le Brésil, le Paraguay et l'Uruguay, traité qui donne officiellement naissance au Mercosur. Toujours en 1991, l'Argentine normalise ses relations diplomatiques avec le Royaume-Uni, interrompues depuis la guerre des Malouines.

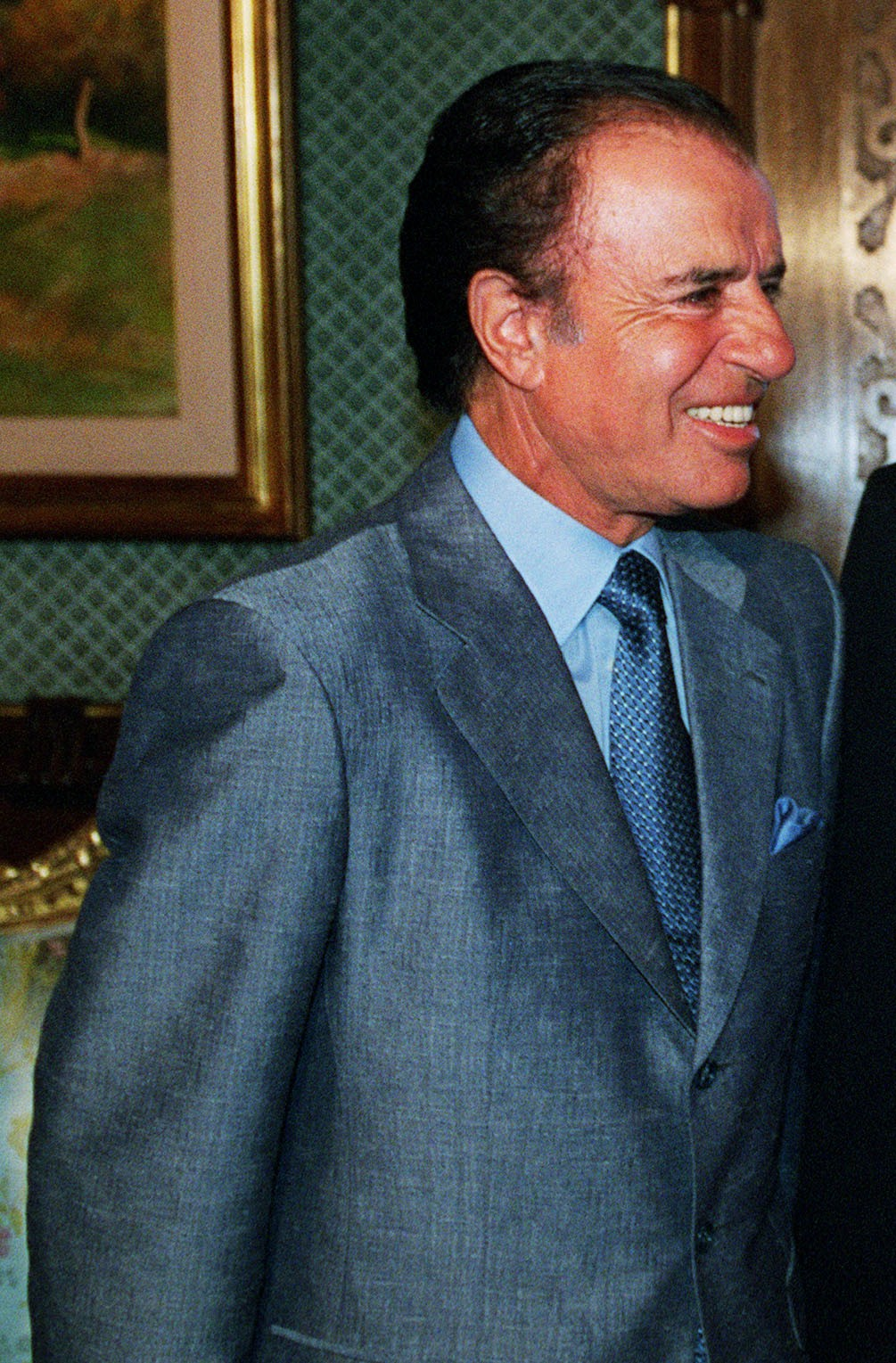
Carlos Menem

Au début des années 1990, deux attentats touchent les Juifs en Argentine : tout d'abord un attentat contre l'ambassade d'Israël à Buenos Aires le 17 mars 1992, faisant 29 morts, puis le 18 juillet 1994, une camionnette chargée d'explosifs qui tue 85 personnes, visant les locaux de l'Association mutuelle israélite argentine (AMIA). Cet attentat n'est toujours pas élucidé mais cette violence terroriste à caractère antisémite a favorisé conjointement à la crise économique qui sévissait un départ vers l'étranger et une revitalisation de l'ultra-orthodoxie juive.
En 1994, Carlos Menem négocie avec l'opposition une réforme de la Constitution autorisant un second mandat présidentiel et ramenant la durée du mandat de 6 à 4 ans. Il peut ainsi se présenter à sa propre succession. Il est réélu en 1995 pour un second mandat, qui débute le 10 décembre de cette année.
En 1995, le service militaire obligatoire en temps de paix est abrogé.
Pour ce second mandat, Menem maintient le même cap politique. Cependant sa popularité décroît rapidement. Il ne parvient pas à maîtriser le chômage qui reste élevé (12,4 % en octobre 1998, 13,8 % à la fin de son mandat), entraînant l'apparition du mouvement piquetero : il s'agit d'un mouvement social engagé à la suite du licenciement de travailleurs par la compagnie pétrolière YPF récemment privatisée, mouvement qui gagne peu à peu l'ensemble du pays.
De plus, l'Argentine augmente trop sa dette extérieure, qui franchit durant les mandats de Menem la barre des 40 % du PIB. Le troisième trimestre 1998 voit débuter une récession économique. Le bilan des privatisations est critiqué, les entreprises privatisées ayant contribué à augmenter le chômage, et si la qualité du service est jugée positive dans certains secteurs (électricité, téléphonie), elle l'est beaucoup moins notamment dans les transports ferroviaires. Enfin, de sérieux scandales de corruption achèvent de noircir ce mandat.

### Poursuites contre les criminels de la dictature et amnistie de 1990
En 1983, l’une des premières décisions du nouveau président Raúl Alfonsín avait été de créer la Commission nationale sur la disparition de personnes (CONADEP) afin d'enquêter sur les disparitions forcées commises par les juntes militaires entre 1976 et 1983. La CONADEP publie un rapport en 1984.
Le 22 avril 1985 s'ouvre le procès des juntes, qui doit juger les responsables militaires au pouvoir entre 1976 et 1983. Un tel procès n'a pas de précédent en Amérique latine. Il met en évidence un grand nombre de crimes commis par les juntes. Cependant, le gouvernement d'Alfonsín empêche le jugement de nombreux responsables, selon lui à cause des pressions effectuées par des militaires, dont l'influence reste importante. Il promulgue d'abord la loi du punto final, entrée en vigueur le 24 décembre 1986, qui suspend une grande partie des procès contre les militaires.
Le 15 avril 1987 les Carapintadas, un groupe de militaires mutins dirigé par le lieutenant colonel Aldo Rico, exige l'annulation des procès des militaires non exemptés par la loi du punto final. Les mutins sont tous neutralisés mais seulement deux sont arrêtés. Toujours est-il que le 4 juin de la même année, la loi de l'obediencia debida est promulguée : elle absout de toute responsabilité les militaires chargés de la répression. Plus de 2 000 militaires auraient ainsi échappé à des poursuites.
En 1988, les carapintadas se rebellent encore à deux reprises, se rendant chaque fois dans les jours suivants mais parvenant à obtenir des concessions de la part du gouvernement.
En 1989, une organisation armée d'extrême gauche, le Movimiento Todos por la Patria (MTP), attaque le régiment militaire de La Tablada dans la province de Buenos Aires. Le groupe composé de 40 membres est mené par Enrique Gorriarán Merlo, fondateur de l'Armée révolutionnaire du peuple (ERP), qui prétend agir pour empêcher un coup d'État de la part des carapintadas. L'armée réplique avec des armes au phosphore blanc, dont l'utilisation est prohibée par une convention internationale. Durant l'assaut, 39 personnes sont tuées (dont 28 appartenant au MTP) et 60 personnes blessées.
Juste après son élection, en 1990, Carlos Menem proclame, dans la continuité des lois déjà votées sous Alfonsín, une amnistie pour une « réconciliation nationale » visant aussi bien des militaires (dont Jorge Rafael Videla, Emilio Eduardo Massera et Leopoldo Galtieri) que des civils (dont des anciens guérilleros ou l'ex-gouverneur Oscar Bidegain) impliqués dans la guerre sale, avec une volonté affichée, selon les termes de Menem, de tourner « une page noire et triste de l'histoire de l'Argentine ». Par Carlos Menem effectue des coupes drastiques dans le budget militaire.
La même année, la justice française condamne par contumace le militaire argentin Alfredo Astiz à la prison à perpétuité pour l'assassinat de deux religieuses dans la funeste École supérieure de mécanique de la marine.
En mars 1996, la justice espagnole est saisie pour juger les criminels des juntes militaires entre 1976 et 1983. En effet la justice espagnole se déclare compétente pour juger certains crimes comme les crimes contre l'humanité commis ou non sur le sol espagnol et par des étrangers comme par des Espagnols.
De plus, en dépit de l'amnistie, l'ancien dictateur Videla est placé en détention en 1998, sous le chef d'accusation de « vol de bébés », s'agissant d'enfants de victimes du régime, ce crime reconnu par la justice argentine n'étant couvert ni par l'amnistie de Carlos Menem, ni par les lois du punto final ou de l'obediencia debida.

### Crise économique de 1999-2002 et redressement

#### Présidence de Fernando de la Rúa (1999-2001)
Les élections du 24 octobre 1999 donnent la victoire à Fernando de la Rúa (1937-2019), candidat d'une alliance de centre-gauche dirigée par l'Union Civique Radicale face au candidat du parti justicialiste.
Devant la détérioration de l'économie et des finances publiques, de la Rúa demande l'aide du FMI tout en maintenant la parité peso/dollar. La récession dans laquelle est plongé le pays provoque un début de fuite des capitaux étrangers et le début de la crise économique argentine. Le gouvernement annonce un investissement de 20 milliards de dollars pour des programmes de travaux publics afin de raviver l'économie, mais cela ne suffit pas à enrayer la fuite des capitaux.
Le système politique apparaît totalement mis en échec à partir de la démission du vice-président Carlos Álvarez, le 8 octobre 2000, en plein scandale de pots-de-vin au sénat pour l'approbation d'une loi du travail qui ôterait aux travailleurs argentins leurs droits historiques.
En 2001, les gens perdent confiance et se mettent à retirer autant que possible des espèces qu'ils convertissent en dollars. Le gouvernement gèle les comptes, provoquant des émeutes qui finissent par s'en prendre aux compagnies étrangères. Fin 2001, des saccages, des grèves, des manifestations populaires déferlent sur tout le pays : l'état d'urgence est déclaré, les manifestations (concert de casseroles, cacerolazo) font des morts.
À la fin de 2001, le chômage atteint le taux de 20 %. De la Rúa décrète l'état de siège, et ordonne une répression féroce, qui provoque plus de 35 morts les 19 et 20 décembre. La rébellion populaire, loin de cesser, reçoit l'appui des classes moyennes dont les dépôts bancaires ont été expropriés. Le mot d'ordre principal des manifestations est, en décembre 2001 : « ¡Que se vayan todos! » - « Qu'ils s'en aillent tous ! ».
Le 21 décembre, De la Rúa fuit en hélicoptère et démissionne, ayant à peine accompli la moitié de son mandat. Trois présidents intérimaires lui succèdent en moins d'un an, incapables de stabiliser la situation.

#### Présidence d’Eduardo Duhalde (2002-2003)
En janvier 2002, le Congrès nomme Eduardo Duhalde (1941-), du parti justicialiste, pour achever le terme présidentiel. L'État est en cessation de paiement et les entreprises du pays connaissent de graves problèmes ; le nouveau président tente de rétablir la situation. Il supprime la parité du peso argentin avec le dollar, ce qui entraîne immanquablement une inflation galopante. Il consacre l'expropriation des petits dépôts bancaires du secteur privé, protégeant ainsi les intérêts des grandes banques et le secteur exportateur, ce qui aggrave la rébellion populaire.
Cependant, en 2002 la récession économique prend fin, et Duhalde provoque des élections anticipées pour le 27 avril 2003, qui amènent la victoire de Néstor Kirchner, à la tête du Front pour la victoire.

#### Présidence de Néstor Kirchner (2003-2007)

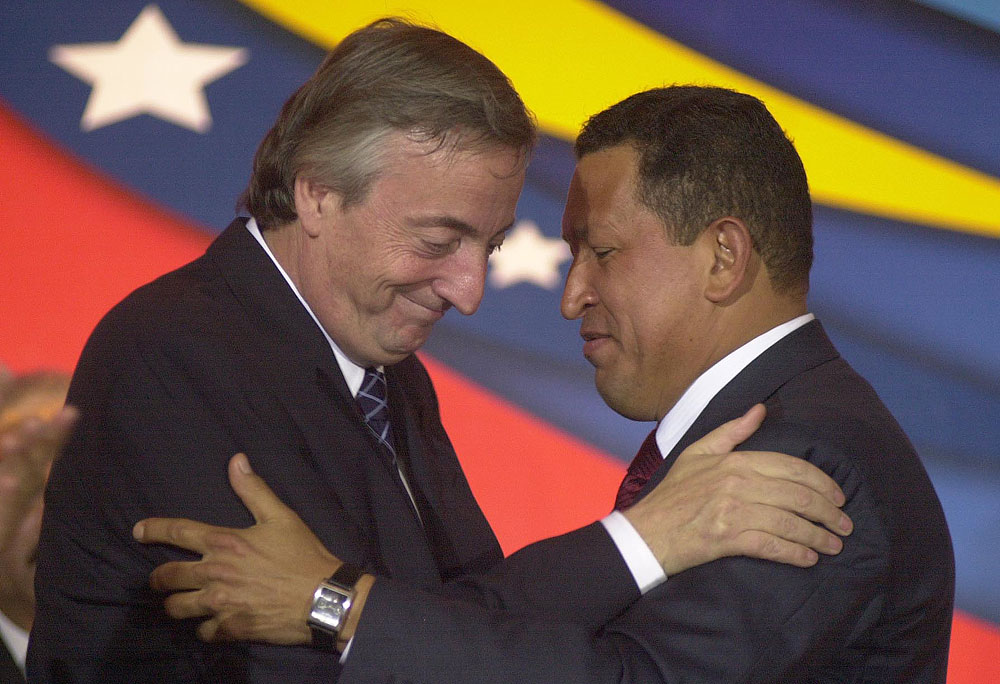
Rencontre en juillet 2004 entre Néstor Kirchner et le président du Venezuela Hugo Chávez.

Le 25 mai 2003, Néstor Kirchner (1950-2010) accède au pouvoir dans une Argentine économiquement ravagée. Malgré la fin de la crise annoncée par les analystes, le pays reste étranglé par sa dette extérieure et 20 millions de personnes sont toujours sous le seuil de pauvreté avec un chômage record, vivant grâce à une économie parallèle que l'État ne contrôle pas, les Argentins organisant par endroits leur autonomie alimentaire et éducative, refusant parfois toute aide de l'État.
Kirchner garde dans son gouvernement le précédent ministre de l'Économie, Roberto Lavagna.
Les deux hommes parviennent à négocier en février 2005 la diminution de la dette argentine auprès de ses créanciers, achevant ainsi un processus qui durait depuis plus de trois ans.
Le bilan inclut une réduction d'environ 70 % des 82 milliards de dollars de dette, une conversion de cette dette en bons du trésor et un échelonnement des remboursements sur 42 ans.
Malgré l'opposition de leurs partenaires (notamment l'Italie), ils réussissent à imposer cet accord avec un soutien massif de la population.
Au point de vue diplomatique, Kirchner rompt avec l'alignement traditionnel de Buenos Aires sur Washington (en), préférant favoriser des alliances régionales notamment au sein du Mercosur, refusant par exemple l'accord de libre-échange des Amériques (ZLEA). Critique du néolibéralisme et dans la mouvance du Brésil de Lula, l'Argentine sous Kirchner s'ouvre davantage vers des pays comme le Venezuela, qui rejoint d'ailleurs le Mercosur le 17 juin 2006. À l'initiative de l'Argentine et du Venezuela, six pays sud-américains s'associent en 2007 en vue de la création de la Banque du Sud. Il relance par ailleurs le programme nucléaire argentin en collaboration avec le Brésil.
Depuis 2005, les relations avec le voisin uruguayen se détériorent sérieusement à la suite d'un différend concernant la construction d'usines de cellulose sur le Río Uruguay, qui marque la frontière entre les deux pays. Les médias francophones donnent le surnom de « guerre du papier » à ces évènements.
Début 2008, le pays connaît d'importantes manifestations de fermiers en raison des taxes à l'exportation et de leurs impôts, ainsi qu'une pénurie de monnaie.

#### Levée de l'impunité à l'encontre des criminels de la dictature (2003)
Néstor Kirchner est élu notamment avec la promesse de lever l'immunité des criminels qui répandirent le sang dans le pays pendant les périodes de dictature.
Le 25 juillet 2003, Nestor Kirchner abroge le décret interdisant l'extradition des criminels de la dictature. En août, les députés argentins adoptent à l'unanimité un projet de loi visant à inscrire dans la Constitution l'imprescriptibilité des crimes de guerre et des crimes contre l'humanité. Le Congrès national annule les lois du punto final et de l'Obediencia debida, décision confirmée par la Cour suprême de justice le 14 juin 2005.
En septembre 2006, le juge fédéral Norberto Oyarbide lève l'amnistie prononcée en 1990 par Carlos Menem pour Videla et deux de ses anciens ministres. Le 25 avril 2007, la Cour suprême confirme le caractère anticonstitutionnel de cette amnistie. Cette décision valide à nouveau les condamnations de prison à perpétuité rendues par la justice argentine lors du procès de 1985. Cependant, Roberto Viola et Leopoldo Galtieri sont aujourd'hui décédés, quant à Emilio Massera, est victime en décembre 2002 d'une hémorragie cérébrale et ne pouvait plus comparaître devant les juges. Le général Antonio Domingo Bussi, chargé de l'Operativo Independencia, est cependant condamné pour crimes contre l'humanité en août 2008, bien qu'il purge sa peine à domicile.
L'année suivante, c'est au tour du général Santiago Omar Riveros, chargé notamment du centre clandestin de détention de Campo de Mayo, d'être condamné, avec d'autres hauts militaires, à la prison perpétuelle pour crimes contre l'humanité.
En mai 2017, des manifestations contre un allègement de peine dont pourrait bénéficier un ex-agent paramilitaire, accusé d'enlèvements et de tortures d’opposants sous le régime militaire, réunissent des centaines de milliers d'Argentins.

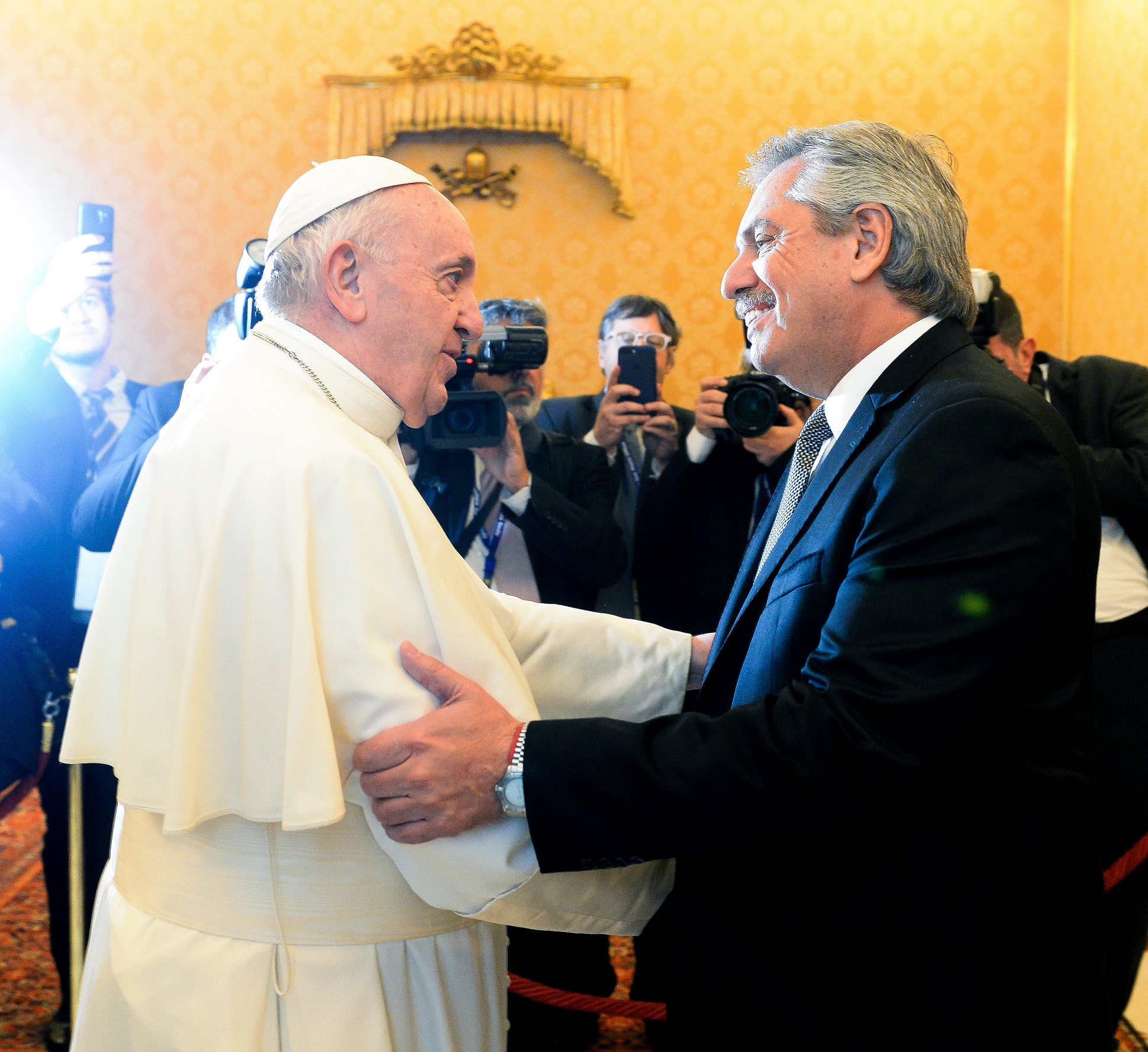
Alberto Fernández visitant François, premier pape argentin, en janvier 2020.

#### Présidences de Cristina Fernández de Kirchner, Mauricio Macri, Alberto Fernández (2007-2023)
La candidate du Parti justicialiste, Cristina Fernández de Kirchner, femme du président sortant, remporte l'élection présidentielle d'octobre 2007, et est investie en décembre. Elle est réélue en 2011 mais, ne pouvant se représenter en 2015, elle soutient la candidature de son vice-président qui est battu par Mauricio Macri, candidat de centre-droit.
En 2019, l'élection présidentielle est remportée par Alberto Fernández avec Cristina Fernández de Kirchner comme vice-présidente.
Cette période est marquée par un redressement de l'économie et un lent retour des investisseurs étrangers, échaudés par la cessation de paiement de 2002.
- Économie de l'Argentine

### Galerie présidentielle récente

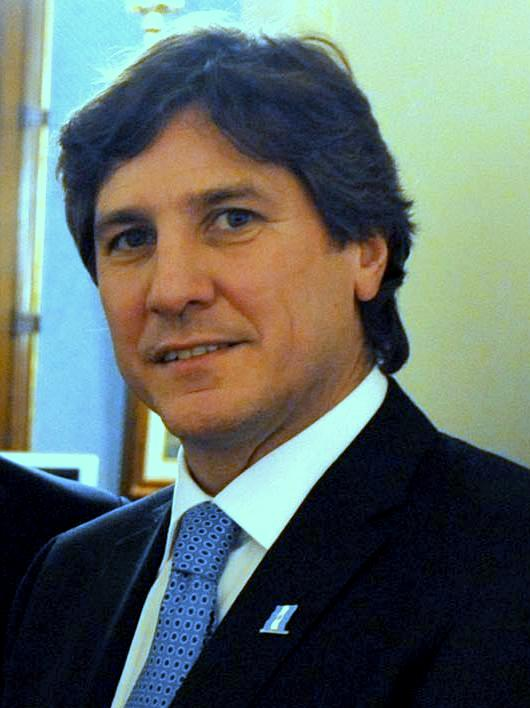
Amado Boudou 2011-2015
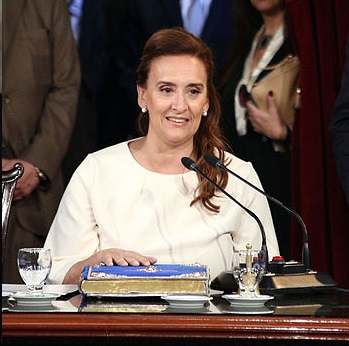
Gabriela Michetti 2015-2019
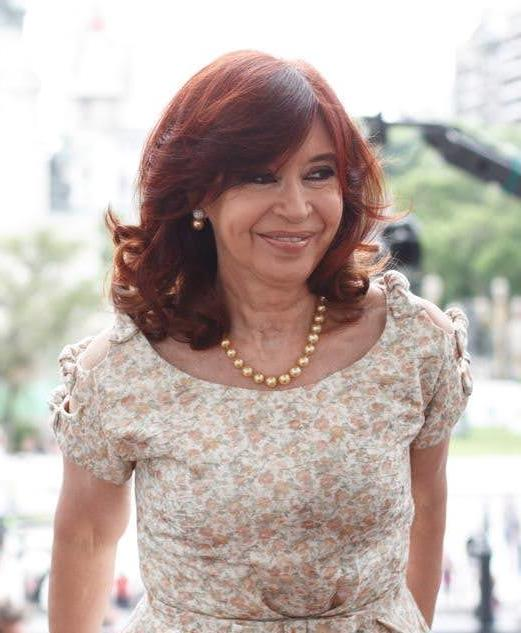
Cristina Fernández de Kirchner 2019-2023
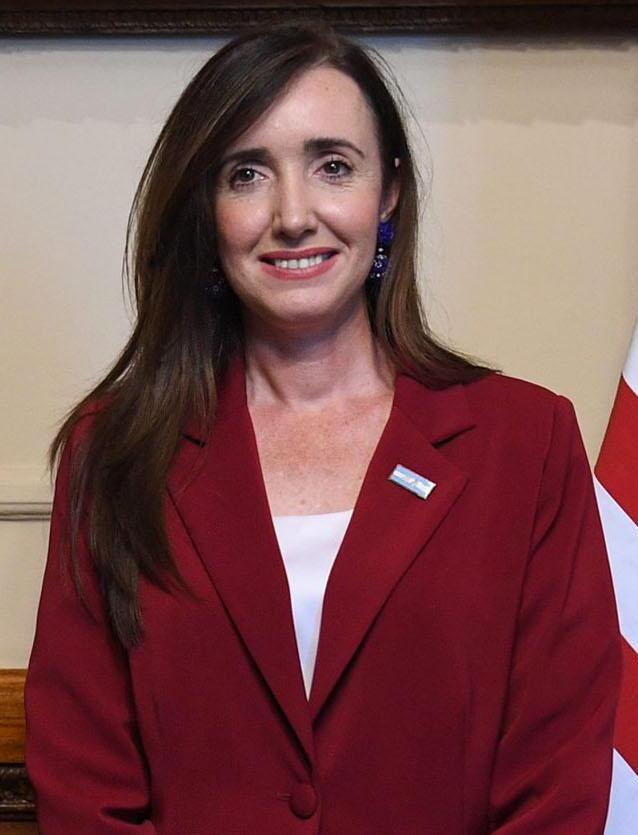
Victoria Villarruel 2023-présent

Présidence

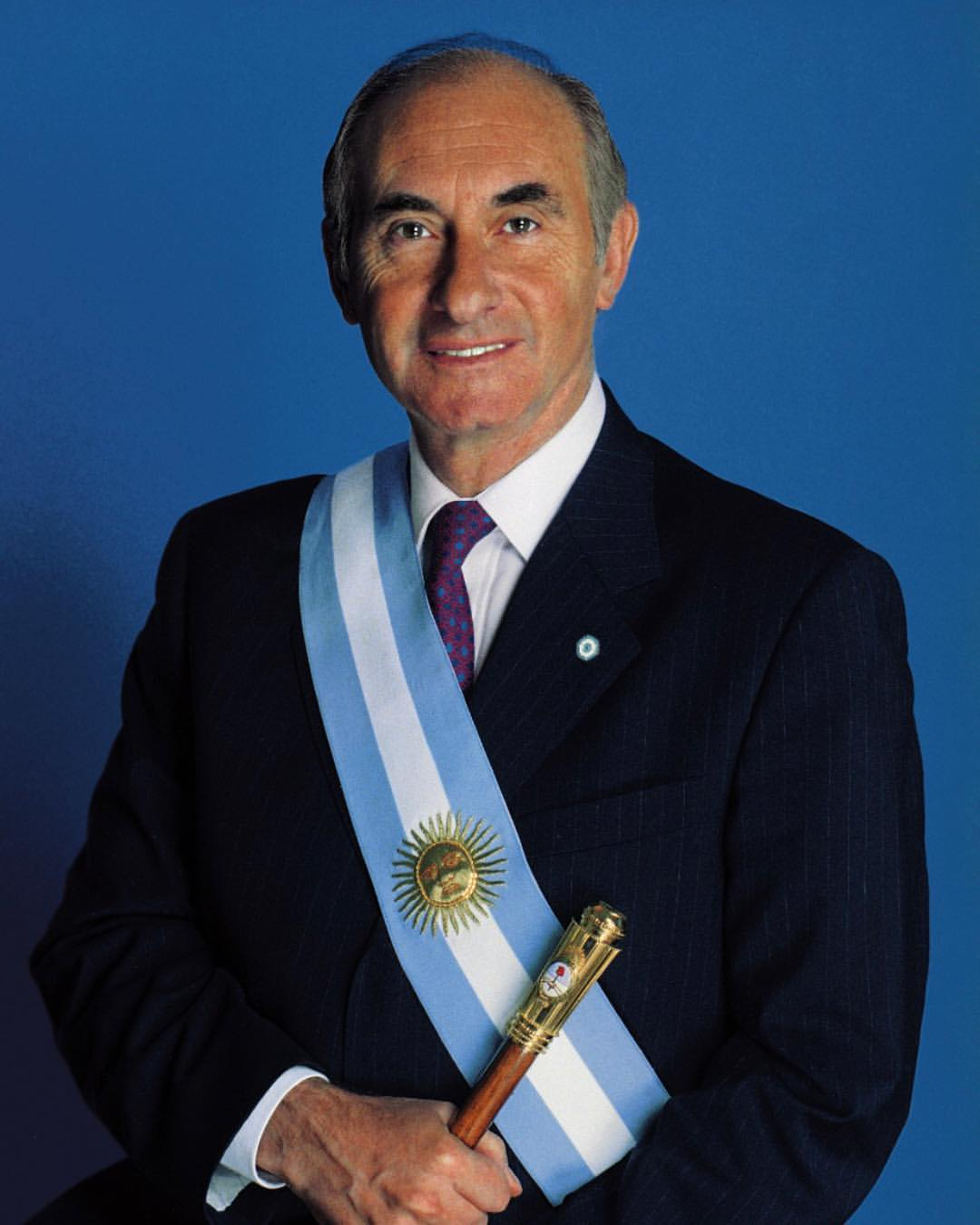
Fernando de la Rúa 1999-2001
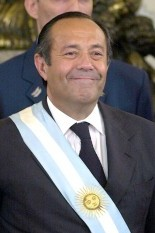
Adolfo Rodríguez Saá 2001 (1 semaine)
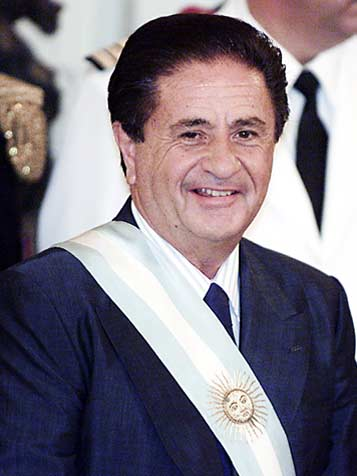
Eduardo Duhalde 2002-2003
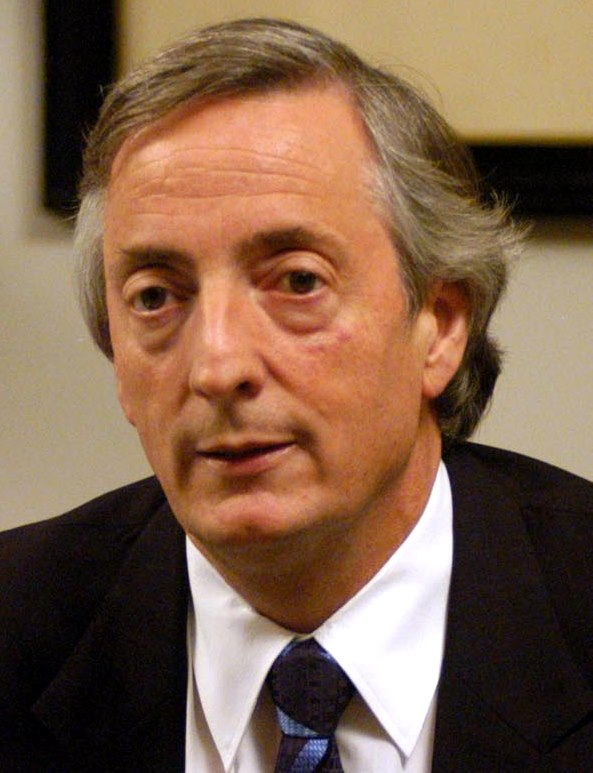
Néstor Kirchner 2003-2007
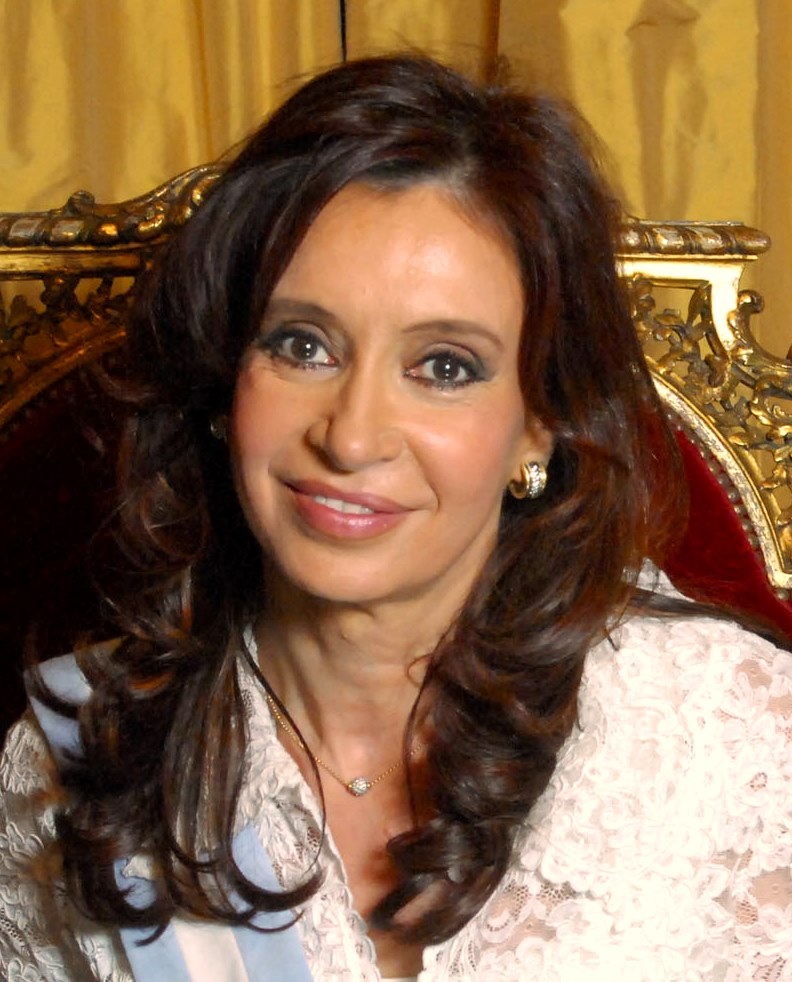
Cristina Fernández de Kirchner 2007-2015
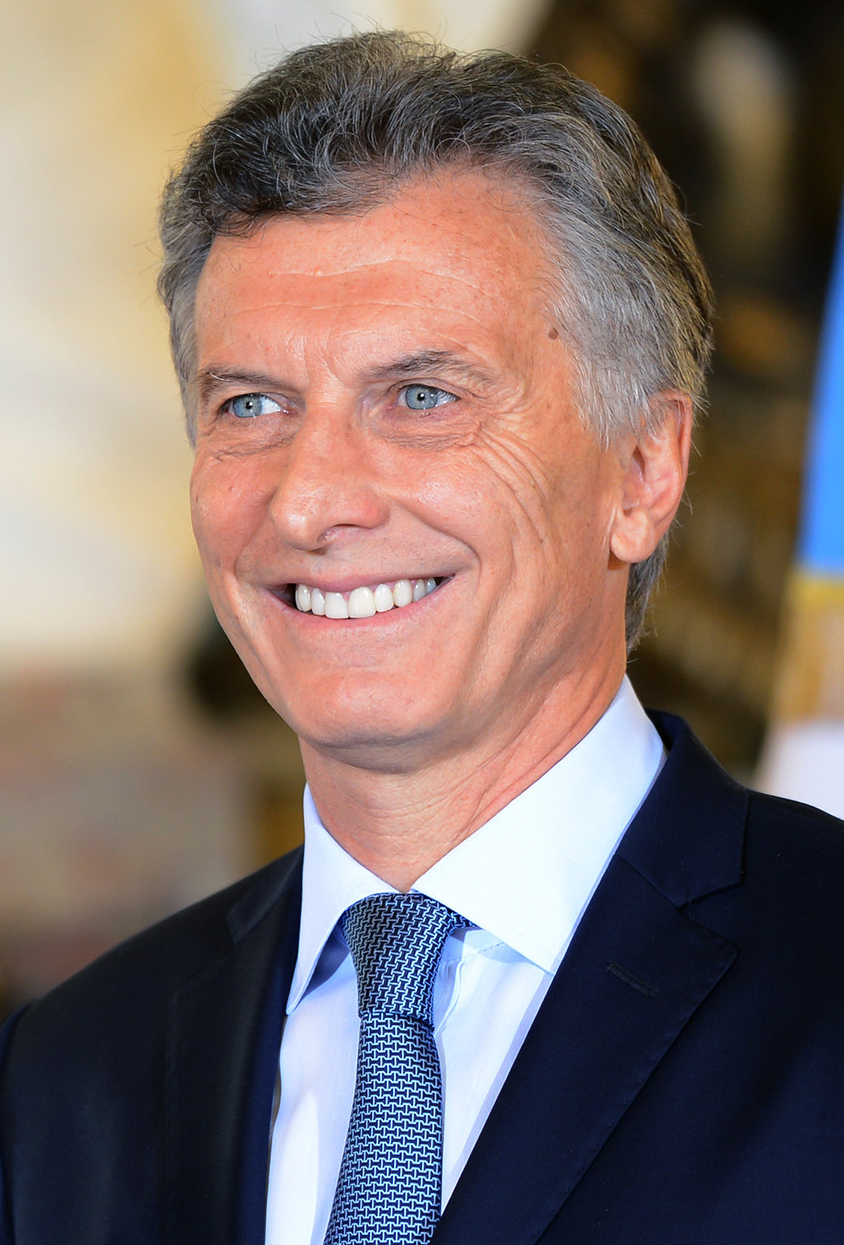
Mauricio Macri 2015-2019
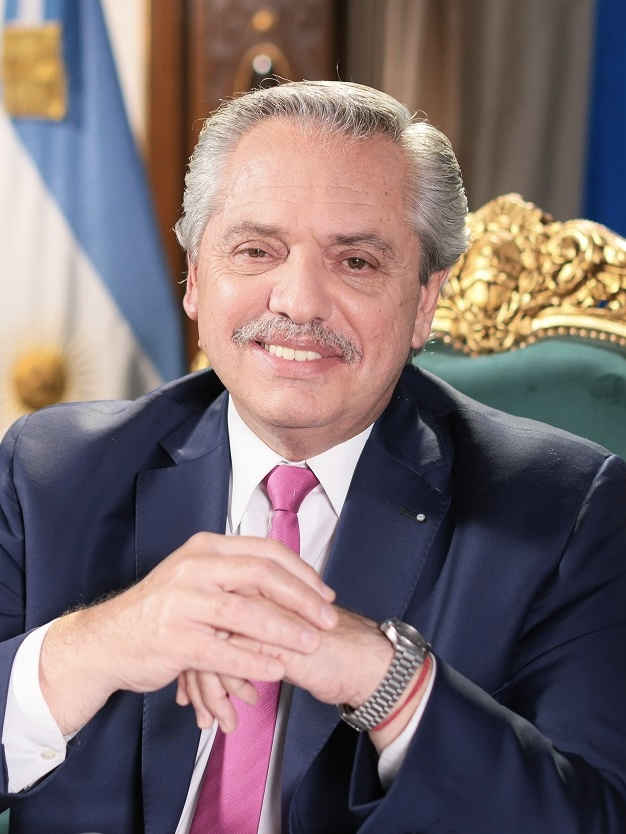
Alberto Fernández 2019-2023
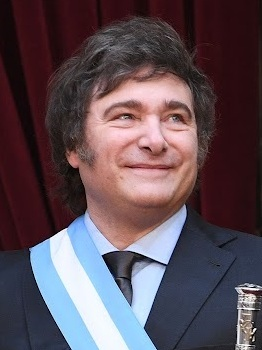
Javier Milei 2023-

Vice-présidence
- Amado Boudou
2011-2015
- Gabriela Michetti
2015-2019
- Cristina Fernández de Kirchner
2019-2023
- Victoria Villarruel
2023-présent